# 長發廣場

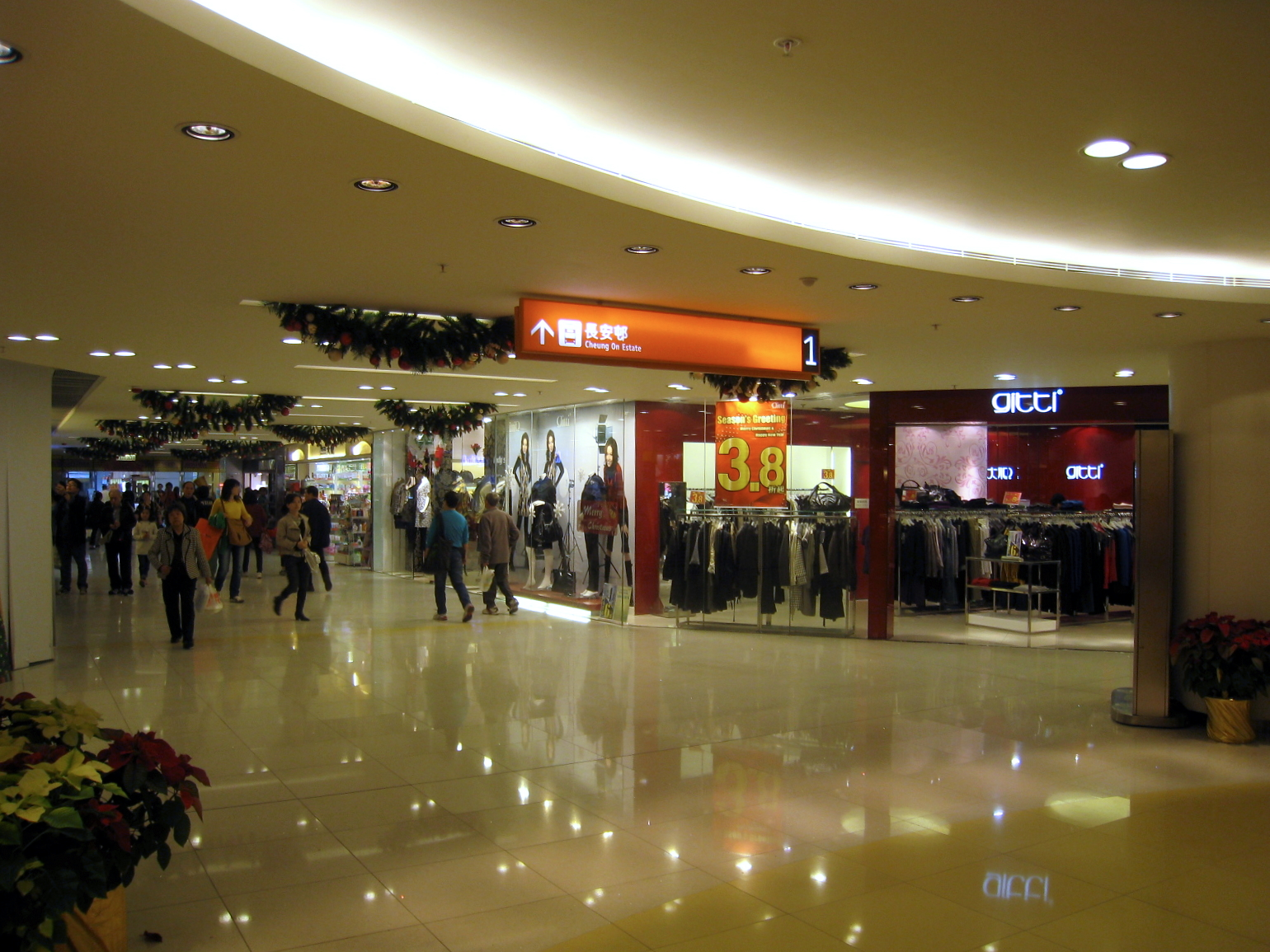
1樓商場通道（指示牌已被更換）

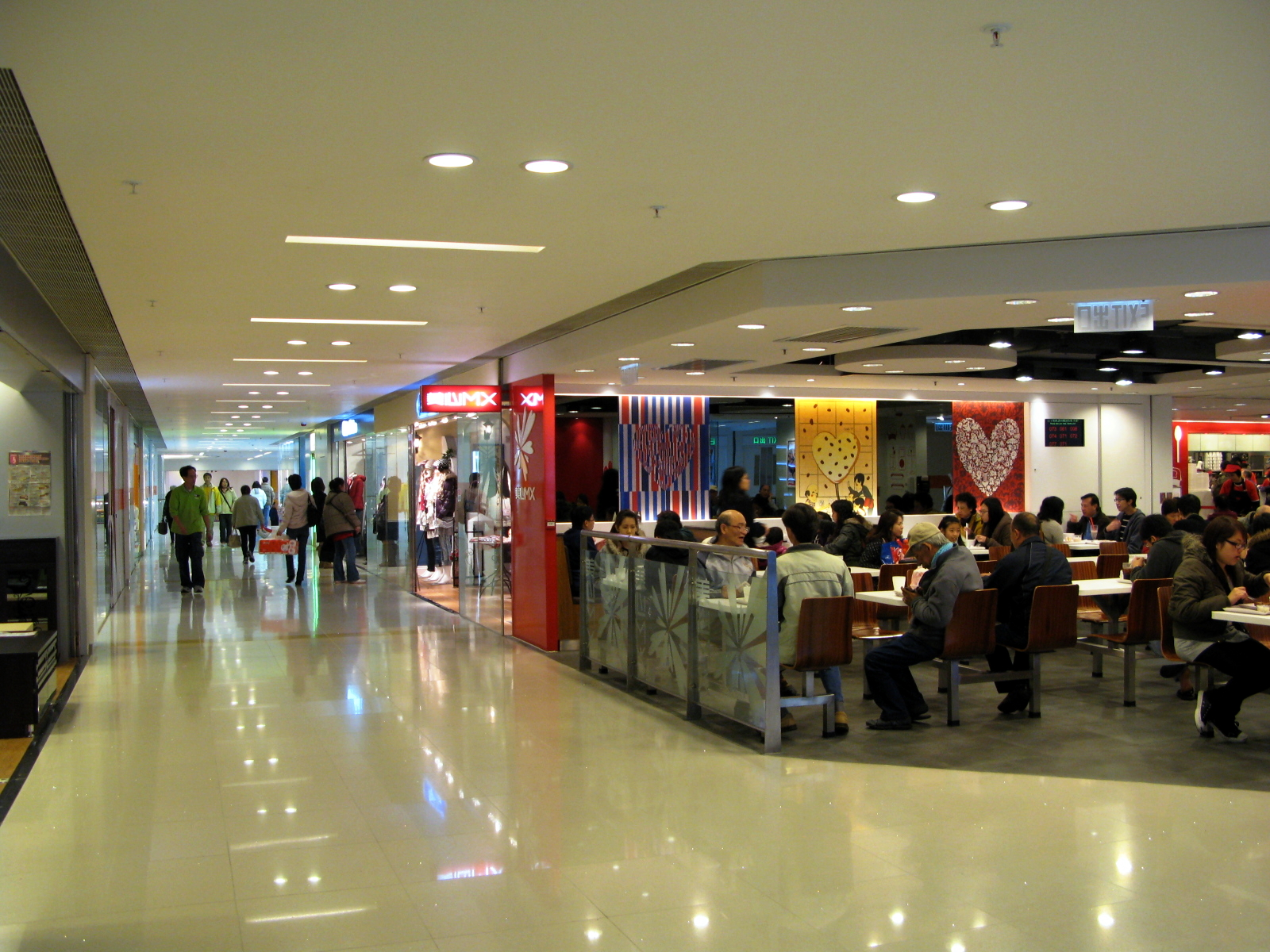
2樓商場通道（美心MX已於2016年裝修及改為MX）

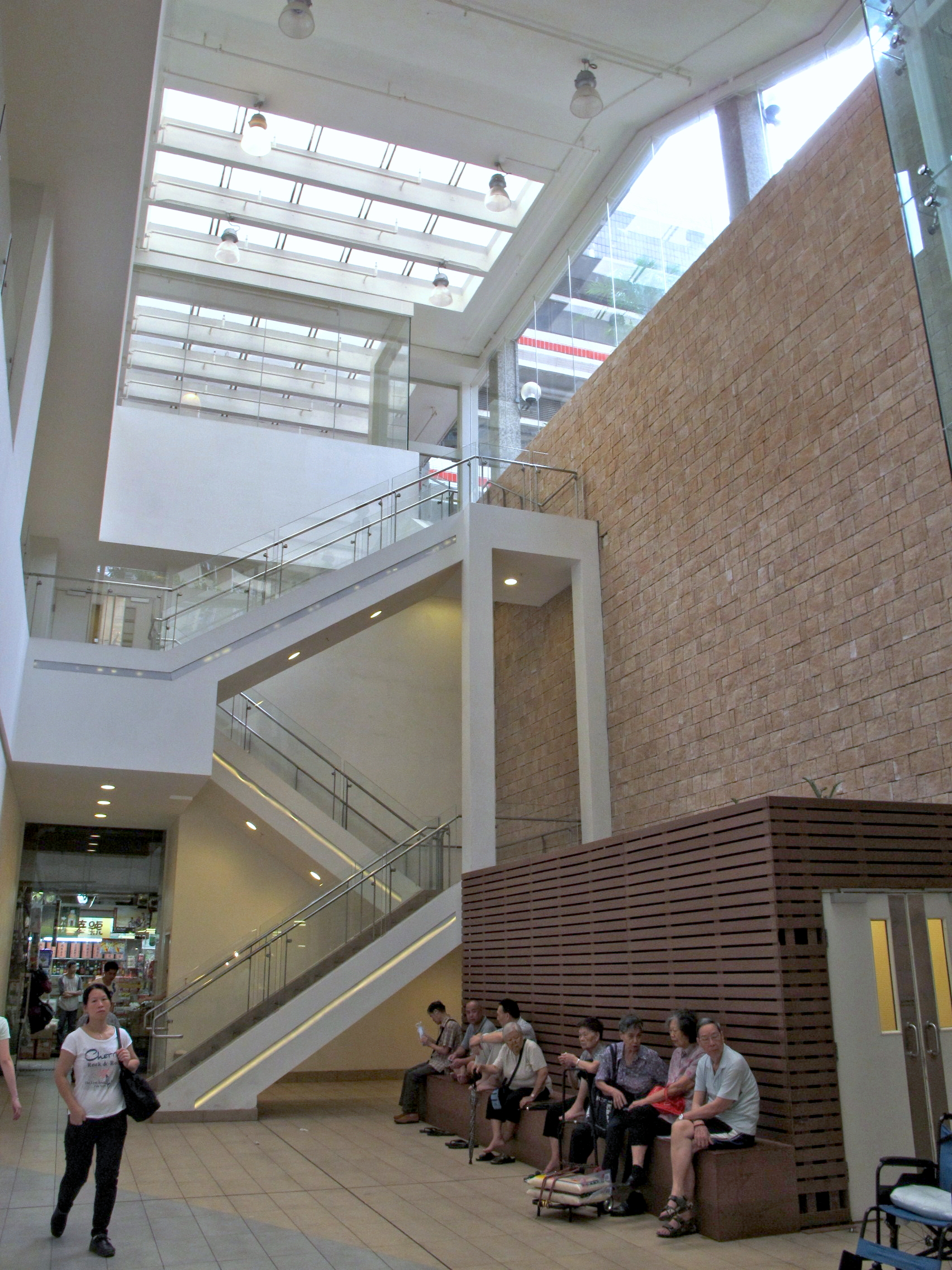
近街市入口的中庭（已於2016年翻新，原有的閒座區已移除）

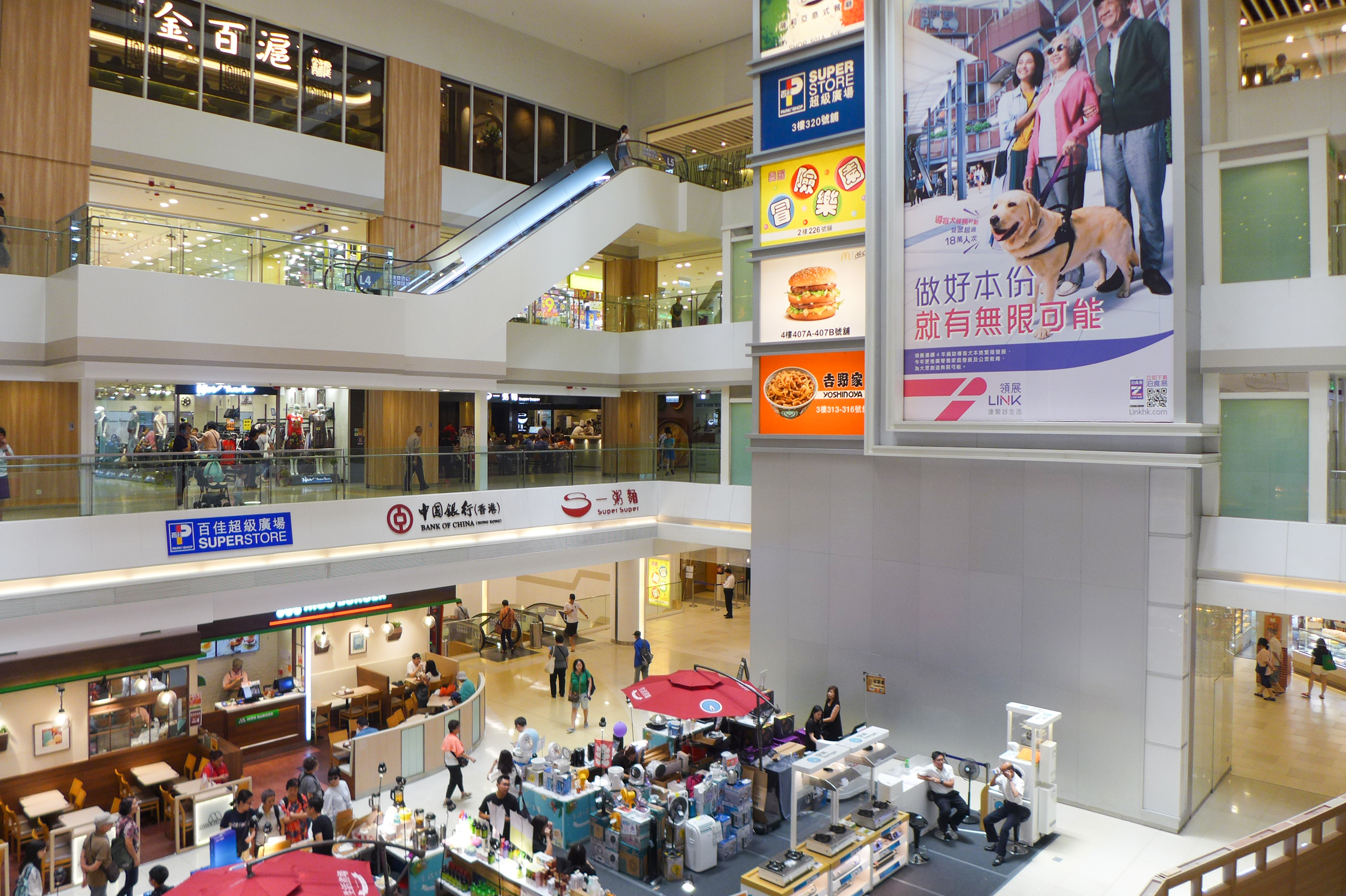
2019年翻新後的主中庭西面

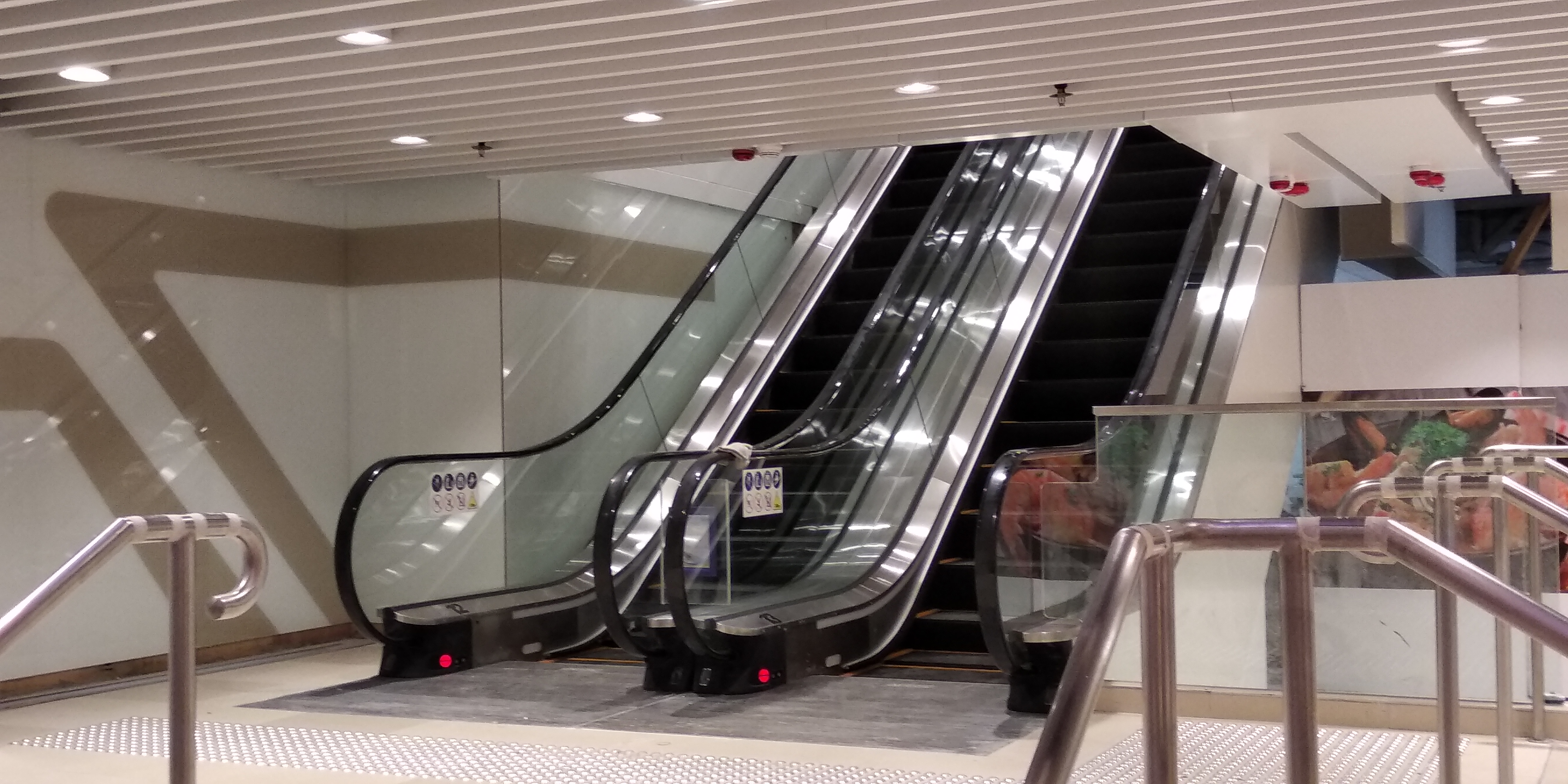
長發廣場於2018年新建的扶手電梯

22°21′45″N 114°06′12″E / 22.3624°N 114.1033°E
長發廣場（英語：Cheung Fat Plaza），舊稱長發商場（英語：Cheung Fat Shopping Centre），是一個位於香港新界青衣長發邨一帶的購物中心。廣場於1989年落成，位於青衣北部，是青衣北面居民的主要購物地方。廣場原為香港房屋委員會旗下的購物中心之一，現為領展其中一個重點發展商場。領展在2007年開始為物業提升資產，進行不同程度的翻新工程。截至2010年7月，廣場已翻新完成，並且被改稱為廣場。商場到2018年再進行局部翻新工程。

## 商戶及樓層分佈
長發廣場一共有5個樓層，建築樓面面積約28,300平方米。
地庫該層為停車場。
一樓設有兩個出入口，分別通往長安巴士總站及長發邨賢發樓。此外，該層設有通道直接來往街市及停車場，方便駕駛者及遊人購物。廣場翻新前，一樓中央設有水池。廣場在2008年翻新後，水池已被填平，被商店取代，現今為Baleno分店。部分範圍在2018年再進行翻新，通往青雅苑的出口已被改建成商店，現今為KFC分店。
二樓該層中庭地方用作舉辦廣場活動，部分時間供給商戶作臨時擺賣。該層設有出入口通往行人天橋，往長安邨各座、青逸軒、長發邨及青泰苑。然而，行人天橋是位於廣場二至三樓的中間位置，因此遊人在二樓還是三樓都需要透過樓梯通往行人天橋。原先在二樓設有青衣島第一間電影院：龍都戲院，於1997年結業。其後該鋪位曾開設實惠，亦已結業，現由AEON Living PLAZA取代 。
三樓設有出入口通往行人天橋及平台花園。由於行人天橋是位於廣場二至三樓的中間位置，因此遊人如需前往該天橋，都需要透過樓梯或扶手電梯前往。
四樓設有通道直接來往長發體育館和冒險樂園。冒險樂園在2018年結業後，搬去了商場二樓。以餐廳，家電燈飾，教育中心和傢俬店為主。
五樓最先開設美心大酒樓，其後該鋪位易手到長發大酒樓，到了2008年9月原址曾進行大型改建工程。翻新後為潮篇酒樓及長發大酒樓，分別於2008年12月31日及2009年1月20日開業。潮篇酒樓現由潮福龍蝦專門店所取代，於2014年8月29日開業。到2018年長發大酒樓結業後分拆為4間食肆，包括金泰園、薩利亞、金百匯及京都薈，在2019年初開業。

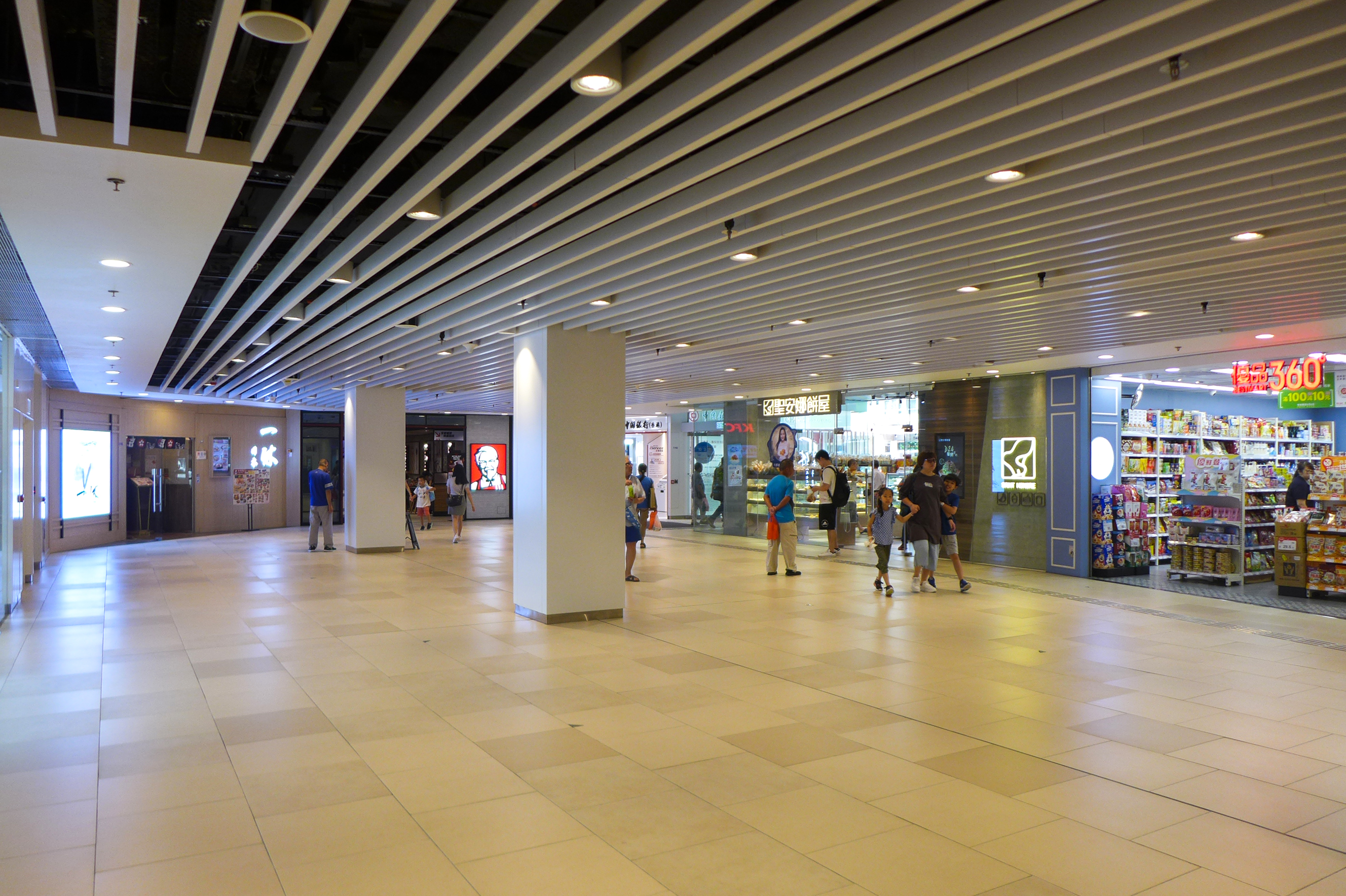
一樓部分範圍在2018年進行翻新
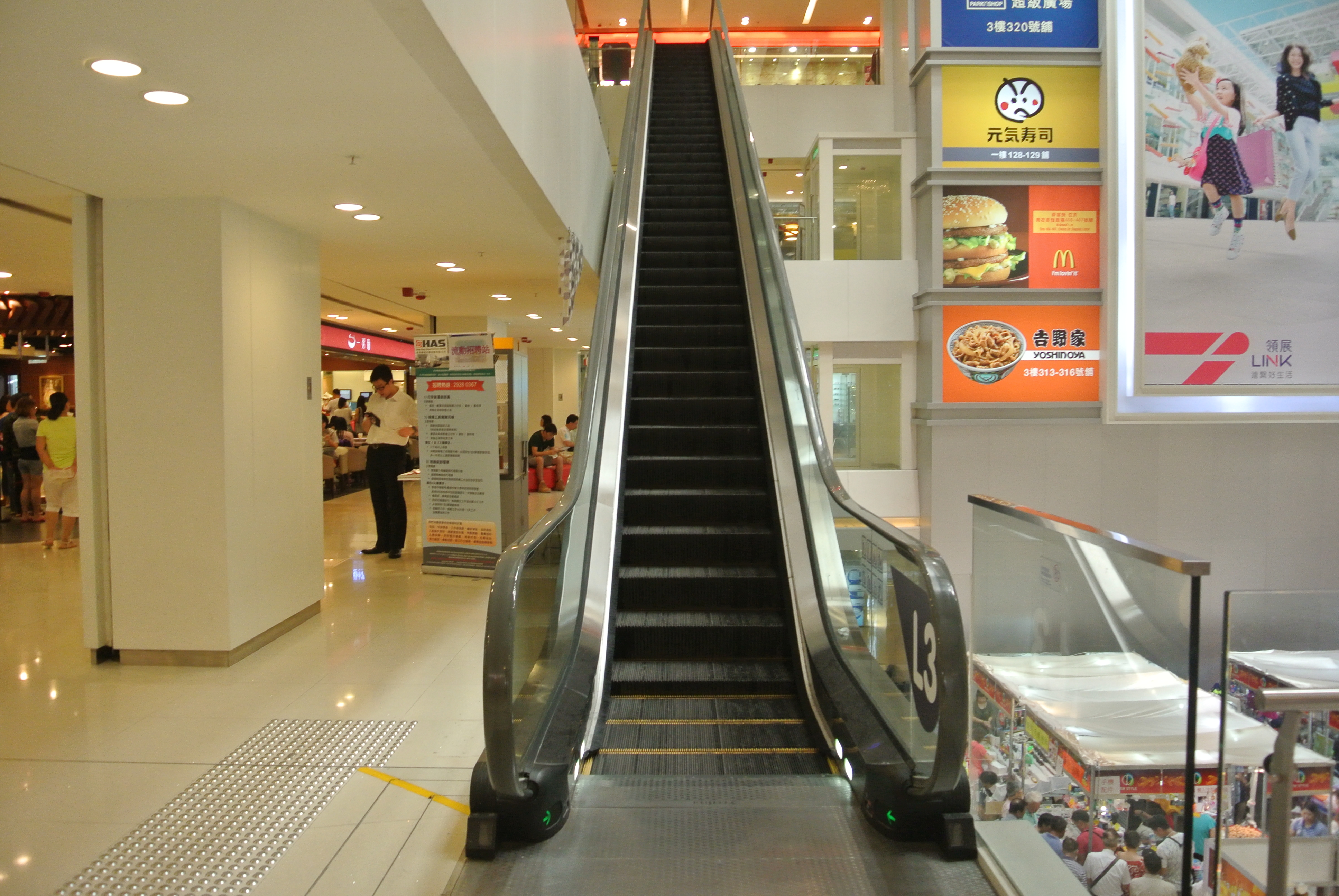
2007年進行翻新工程時加裝連接3樓至5樓的扶手電梯，於2018年被拆卸。
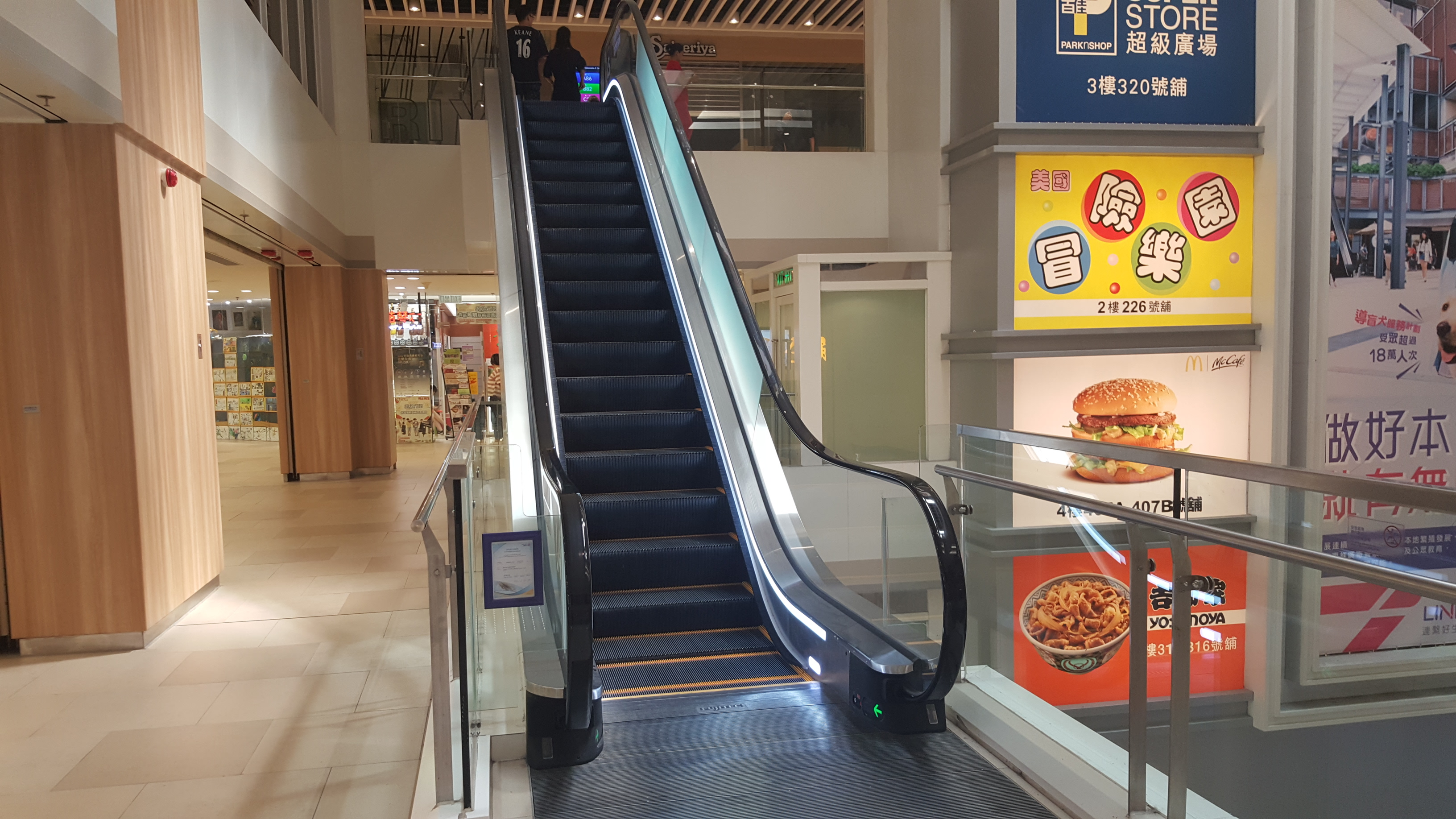
2018年安裝連接4樓至5樓的扶手電梯，取代於2007年商場進行翻新工程時安裝連接3樓至5樓的扶手電梯
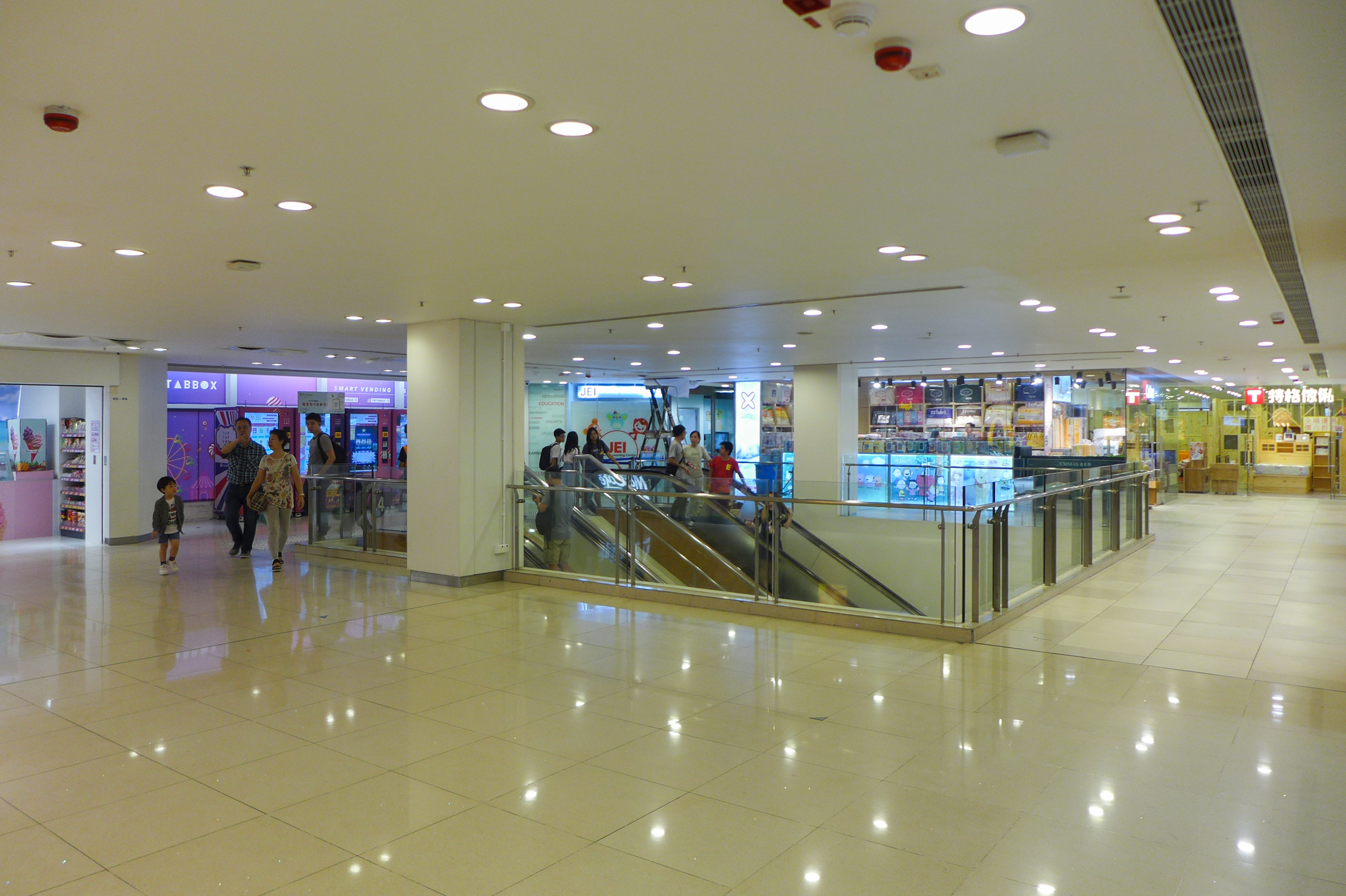
四樓右方範圍原為冒險樂園，在2018年結業後分間為多間商店
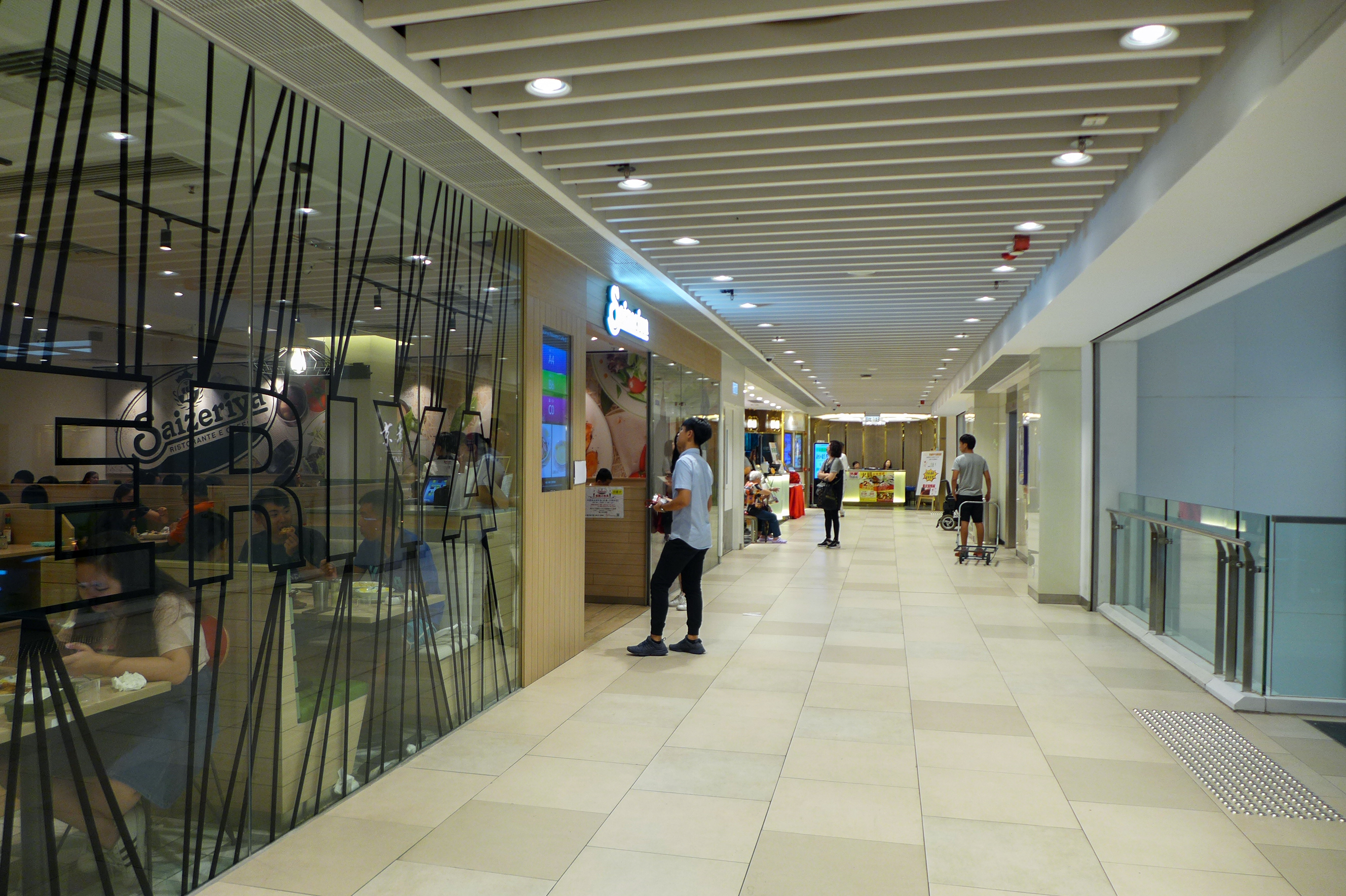
五樓在2018年翻新後增加的食肆

### 長發食堂

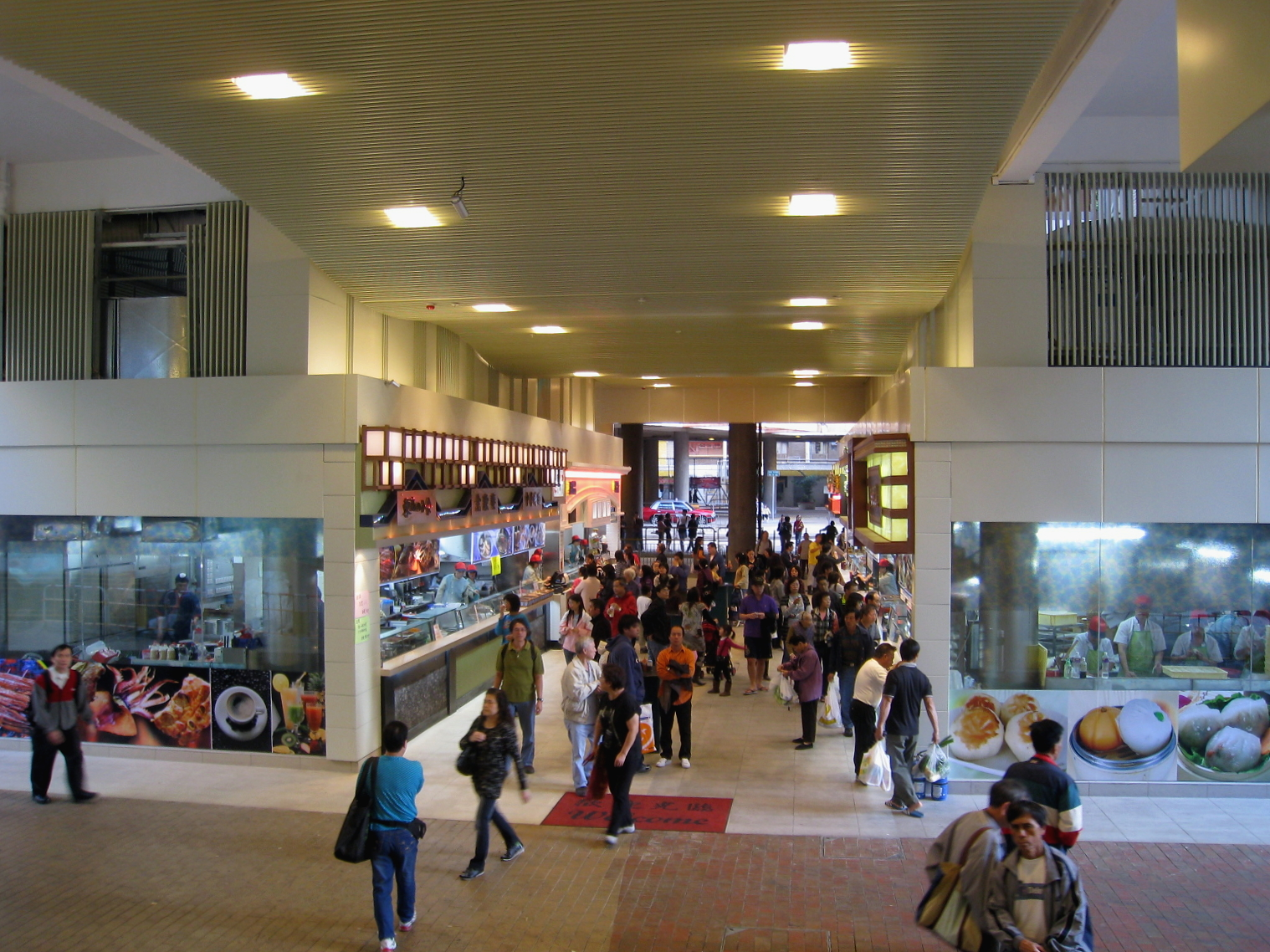
長安巴士總站入口改建前常有無牌小販進駐，為了解決問題，領展特意在該處設立「青衣美食城」，打擊小販生意，惟到2017年結業。圖為美食城北面（2008年）

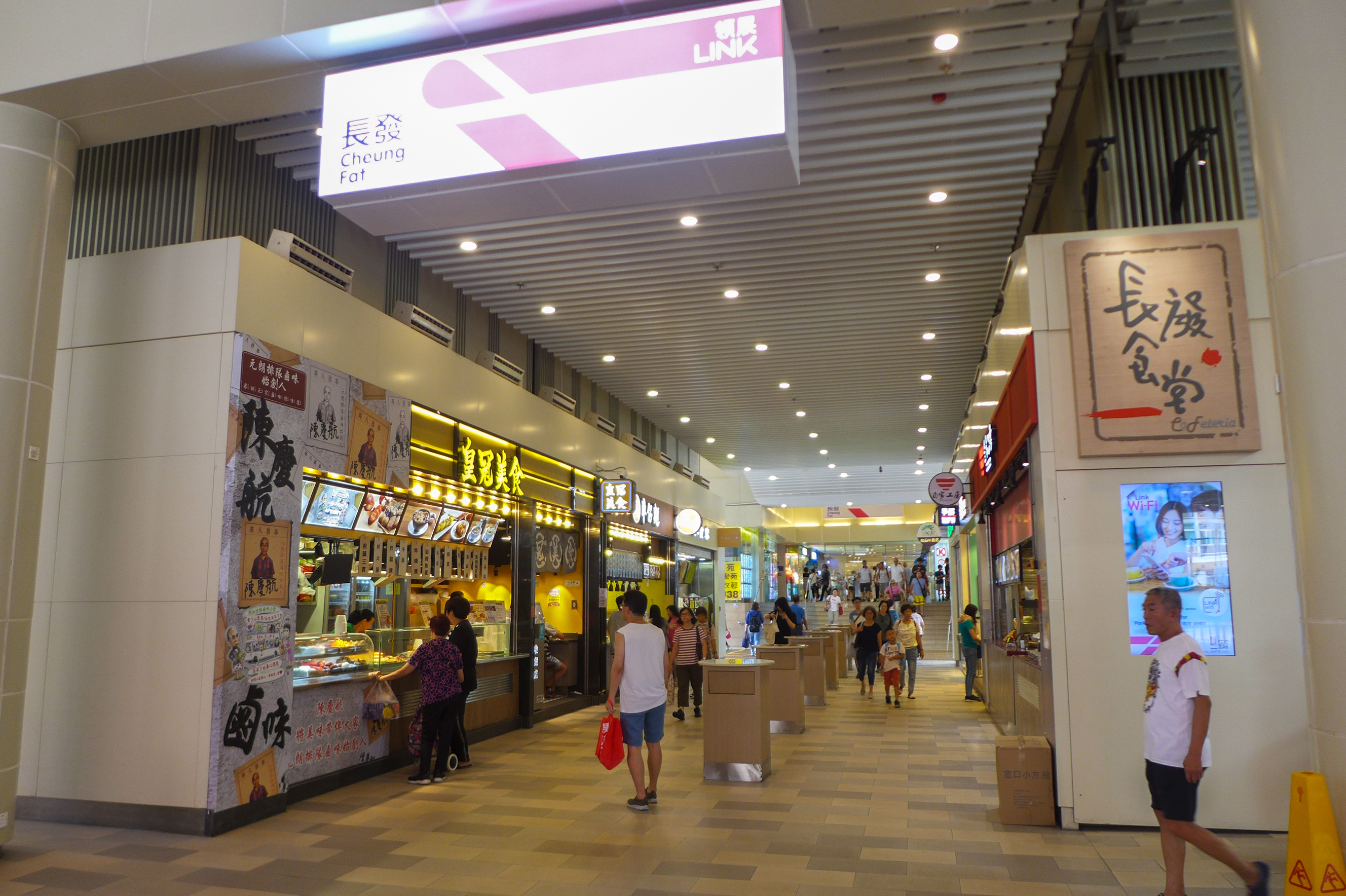
改建後的美食城名為「長發食堂」（2019年）

長發邨位於長安巴士總站與廣場門口之間的無牌熟食小販自開邨以來已十分興旺，全盛時期晚上會有30至40檔小販聚集，擺賣規模更是全港數一數二的，使管理公司到了2000年代需要經常進行掃蕩小販行動。
為了解決問題，領展接手後，於該位置設立通宵營業的小吃街，命名為「青衣美食城」，並且在2008年12月開業，售賣糖水、中式點心、粥、粉麵、各種包點及果汁等食物。根據長發邨及長安邨居民的資料，青衣美食城部份職員曾經為小販。
不過美食城在2017年9月15日結業，區內唯一的24小時食肆集中地成為歷史。街坊擔心日後少了宵夜和早餐選擇。翻新後改稱為「長發食堂」。

### 長發街市
長發街市於1989年落成，共有135個攤檔，大多為個體經營，開業已經20多年。
2016年2月領展將街市管理權外判予承包商建華，商戶於2月15日發起一連7日的「長發街市正月罷市大行動」抗議。在首天罷市期間，有不明來歷的人士在街市內擺賣。其間有商戶與領展職員理論，質疑在營業的3間商戶無牌，屬非法擺賣。唯該商戶拒絕回應記者提問。
不過全數135檔商戶收到建華通知，以「進行資產提升工程」為由，所有租戶已於2016年9月30日離場，不少小店成為歷史。
翻新前的長發街市

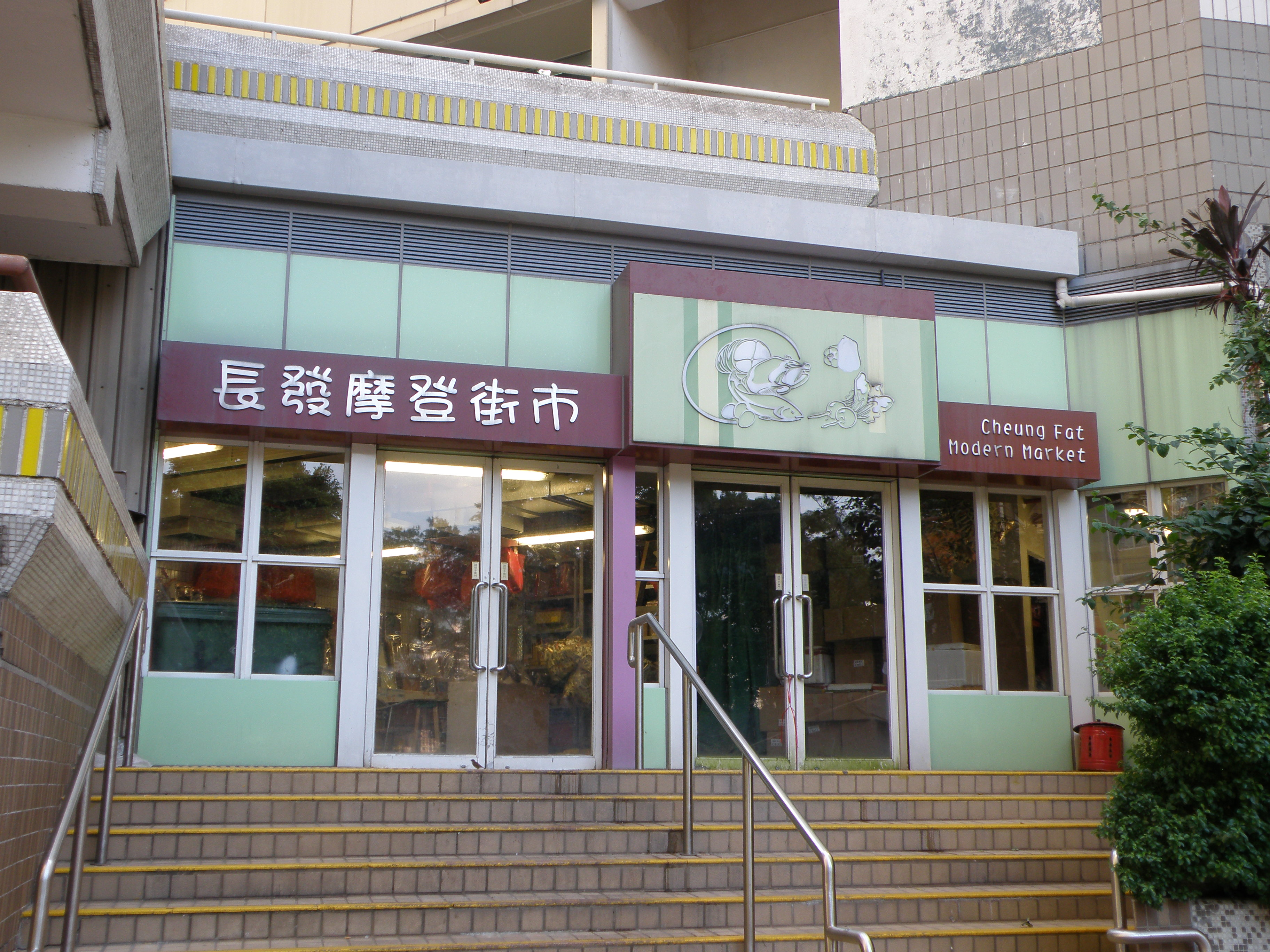
長發街市前稱「長發摩登街市」
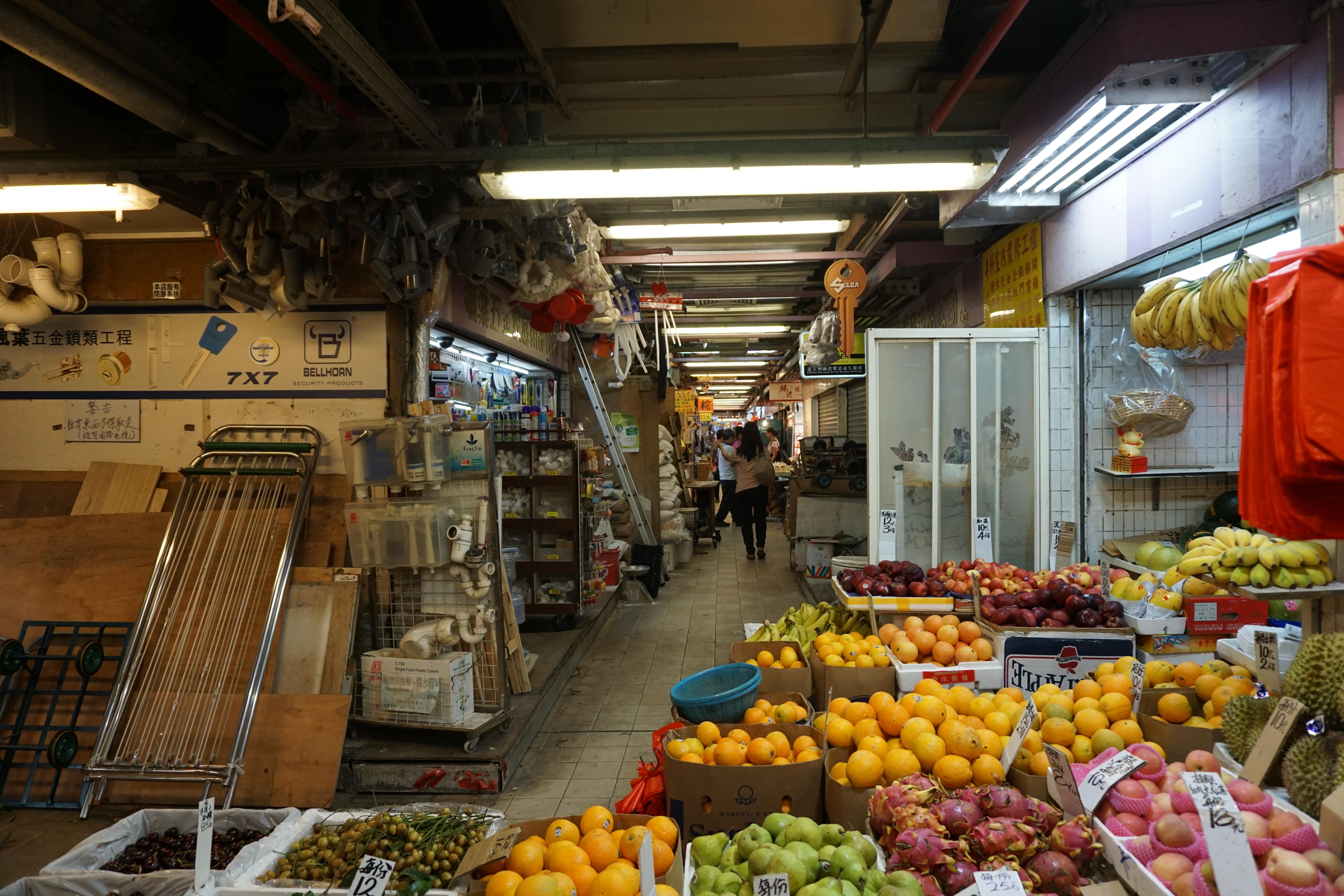
五金鎖類店及水果檔
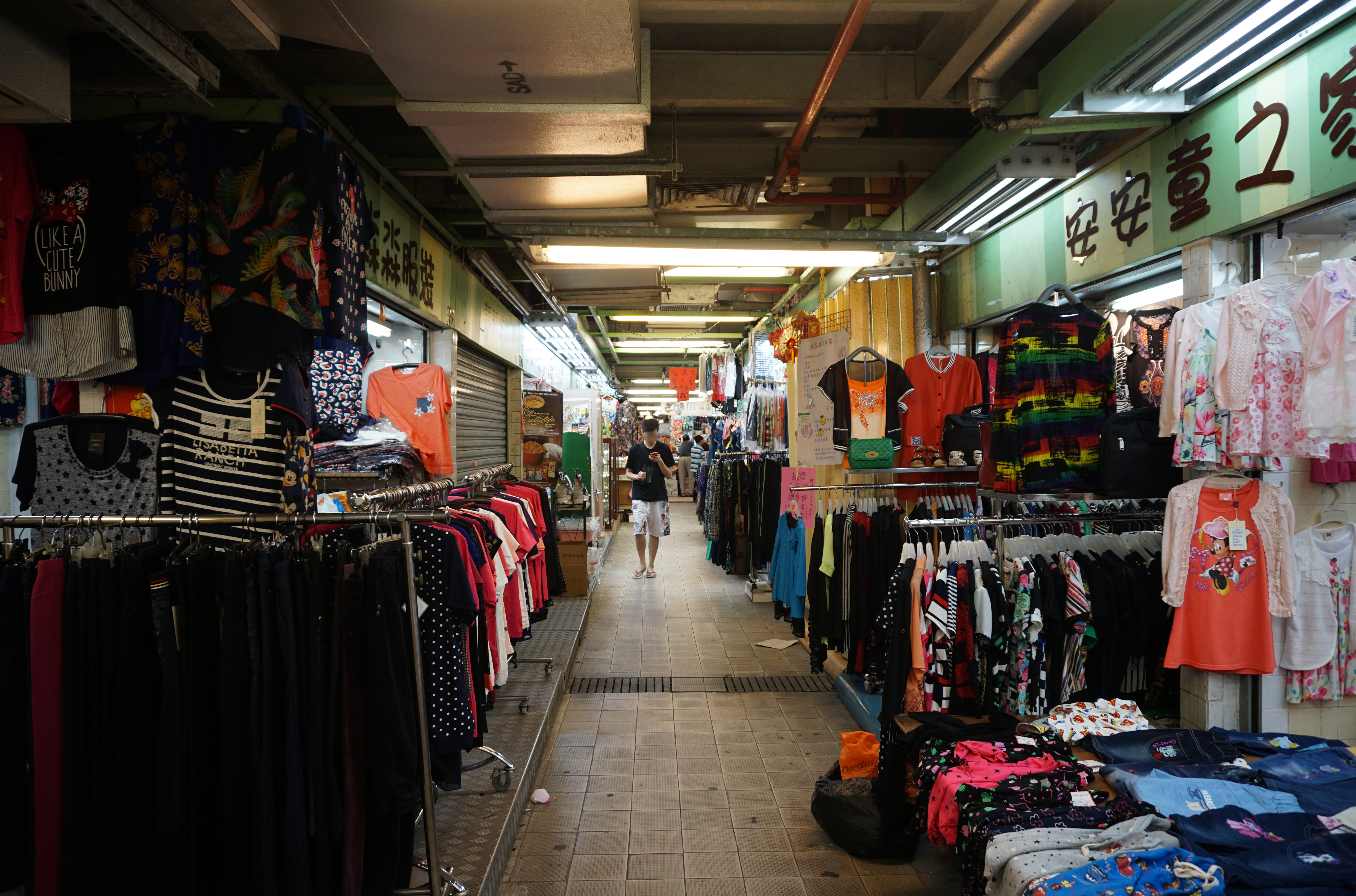
時裝店
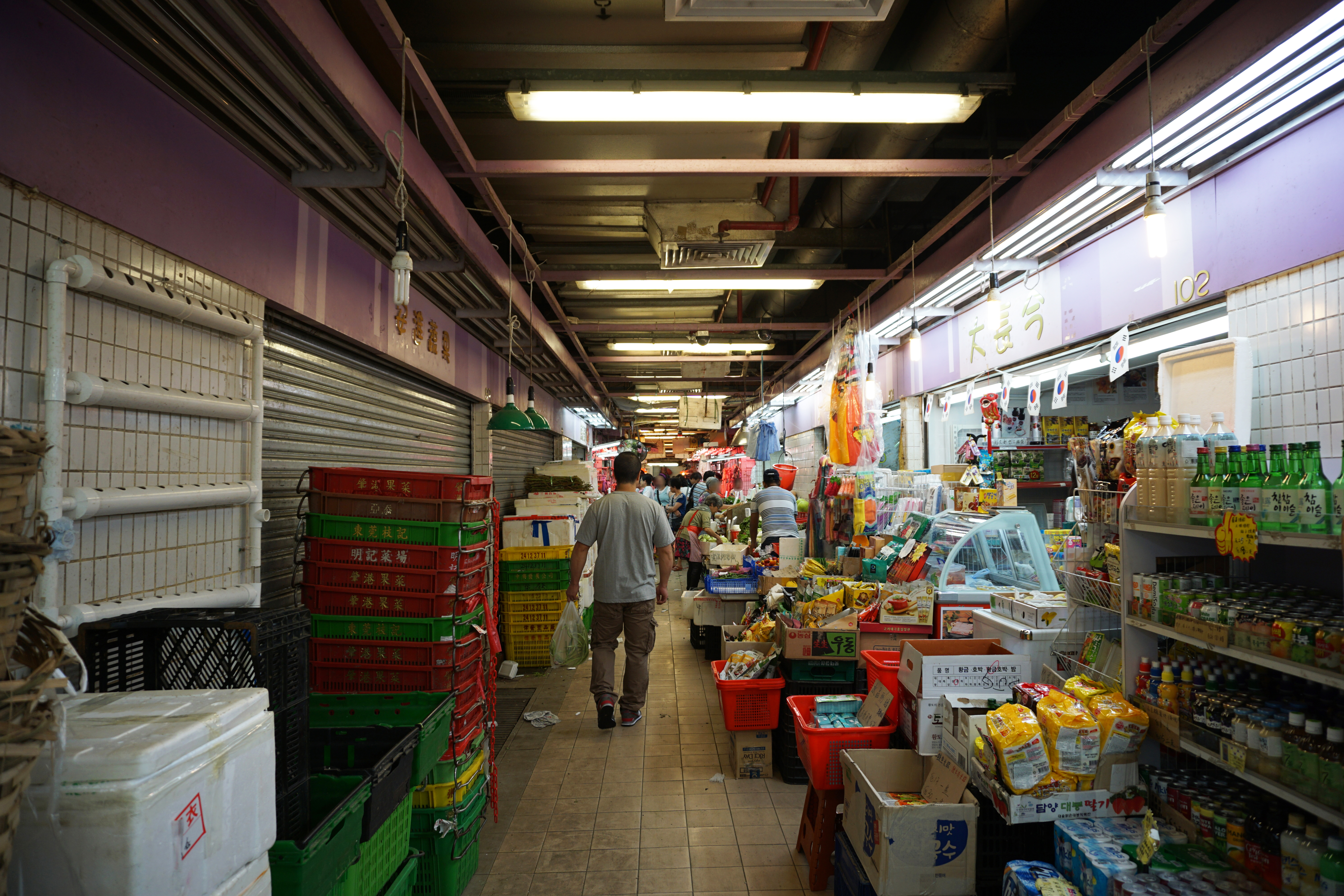
南韓包裝食品及飲品店
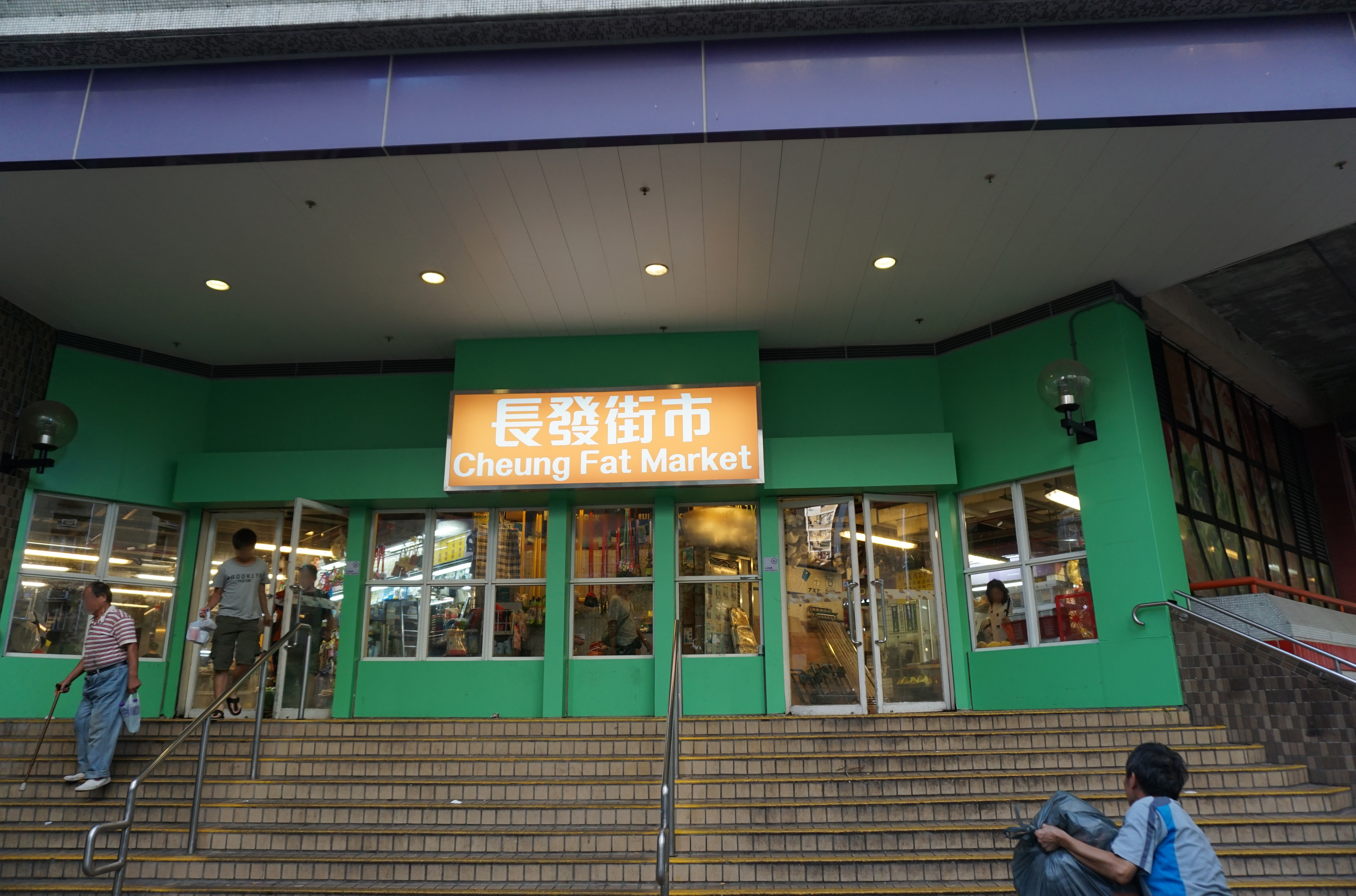
入口

翻新後街市改名為「青衣市場」，街市面積不改，檔數由原來130多檔增至150檔。場內4檔肉食檔區中有三檔與建華股東關連，包括「新界佬」、「領鮮」「建華農牧」三檔豬肉檔。小食攤位由一檔增至12檔，24小時營業。
翻新後的青衣市場

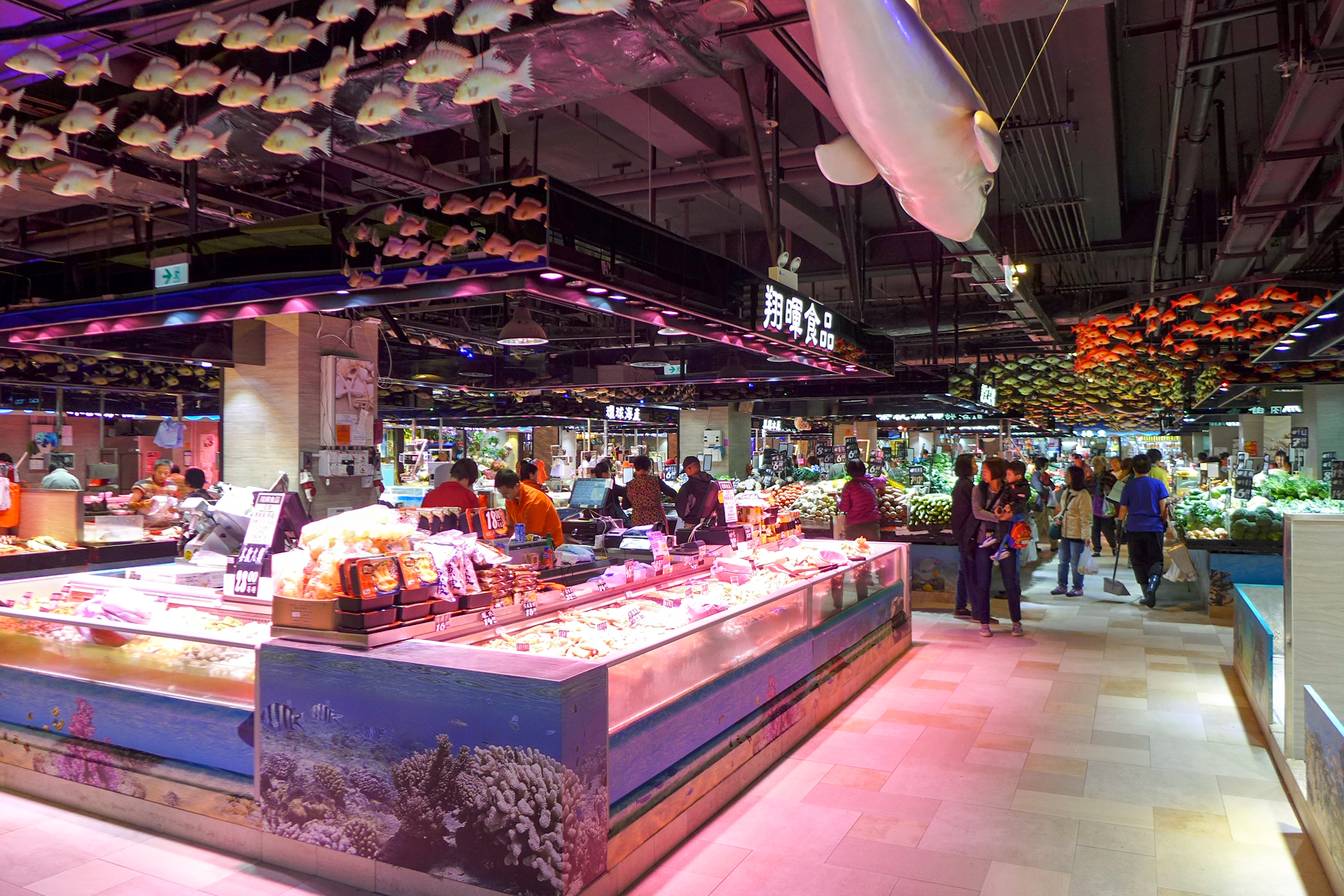
濕貨區菜檔及魚檔
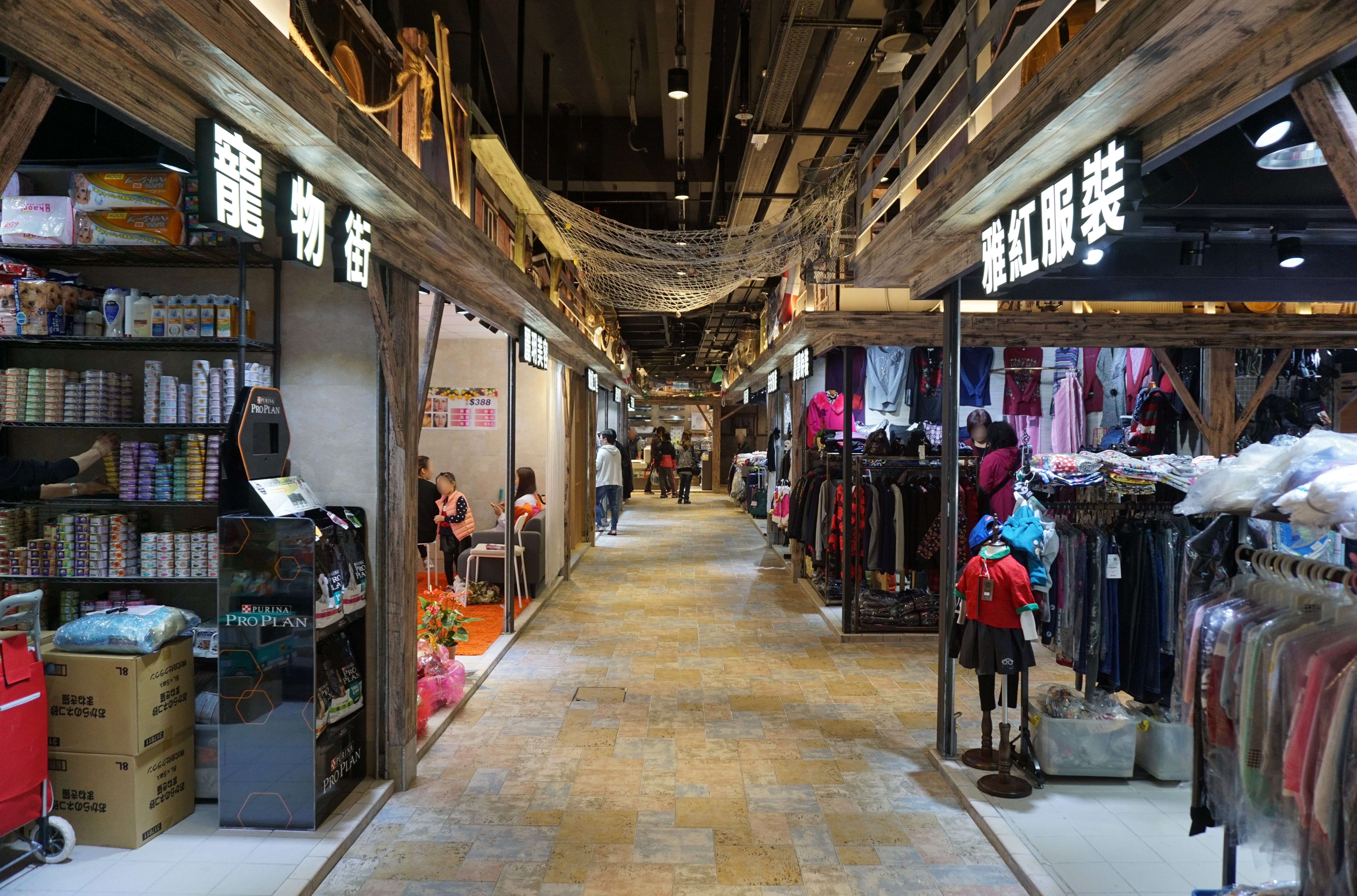
寵物用品及服裝店
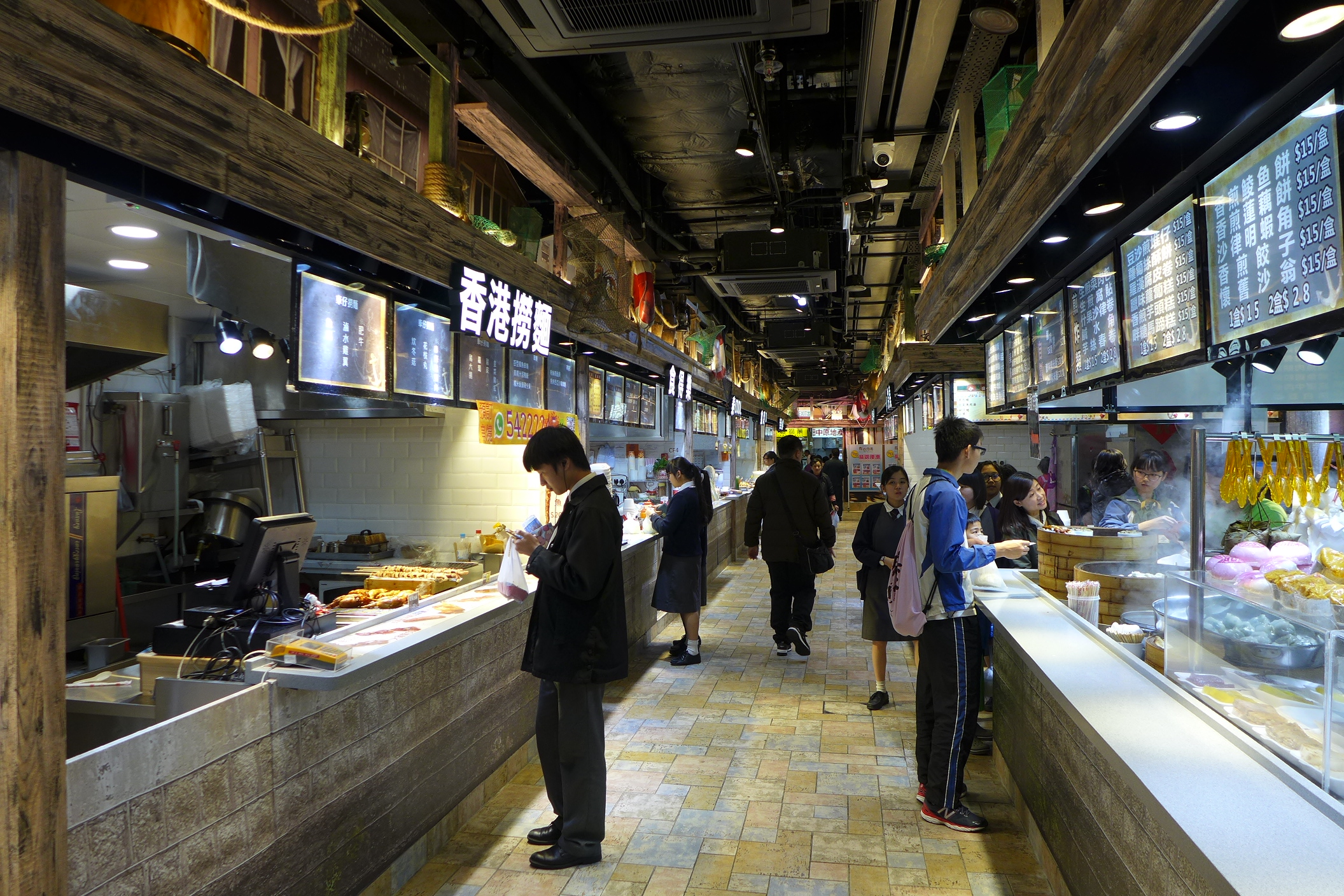
青衣市場設12檔小食攤位，並可24小時營運
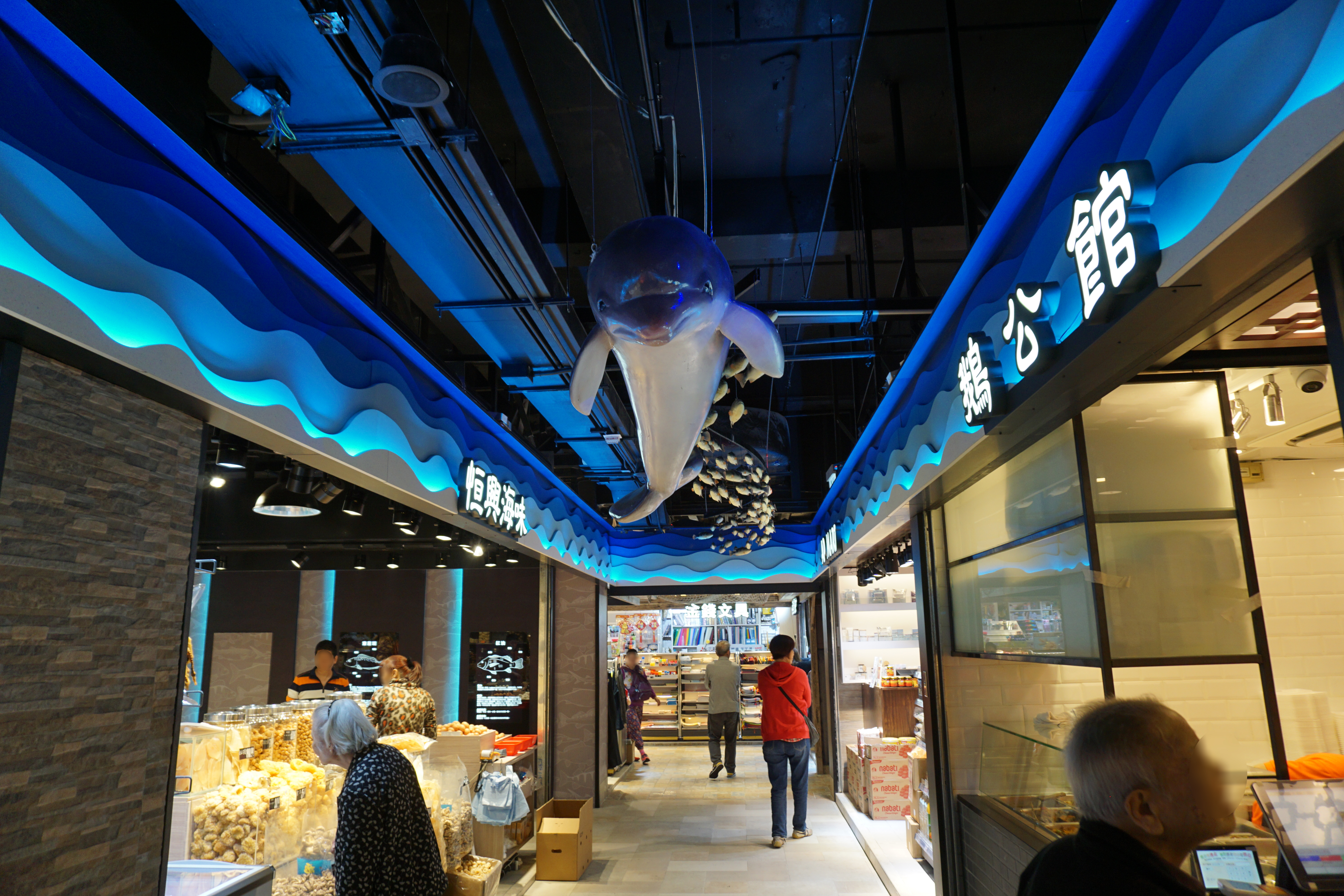
海豚雕像
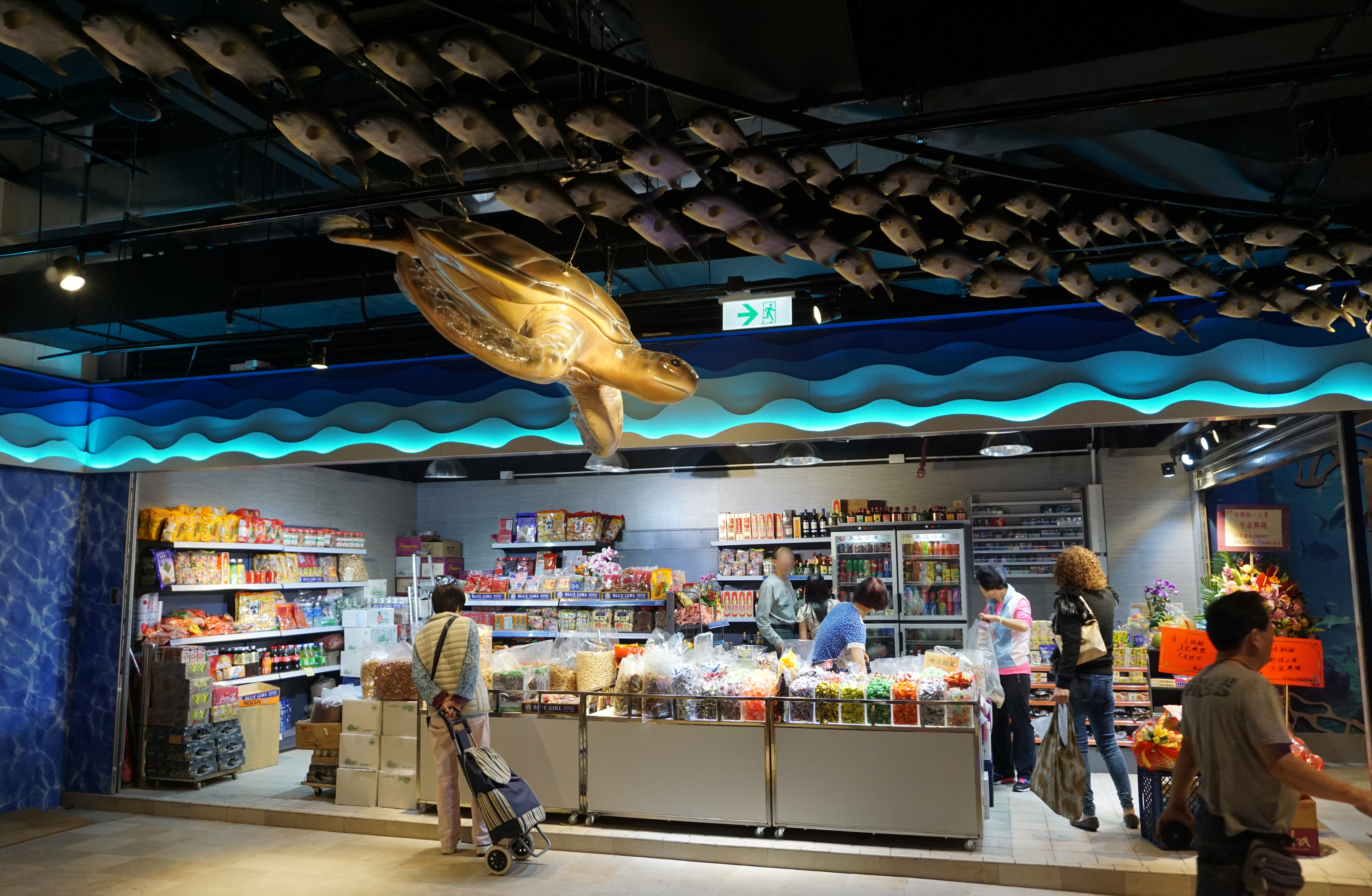
海龜雕像
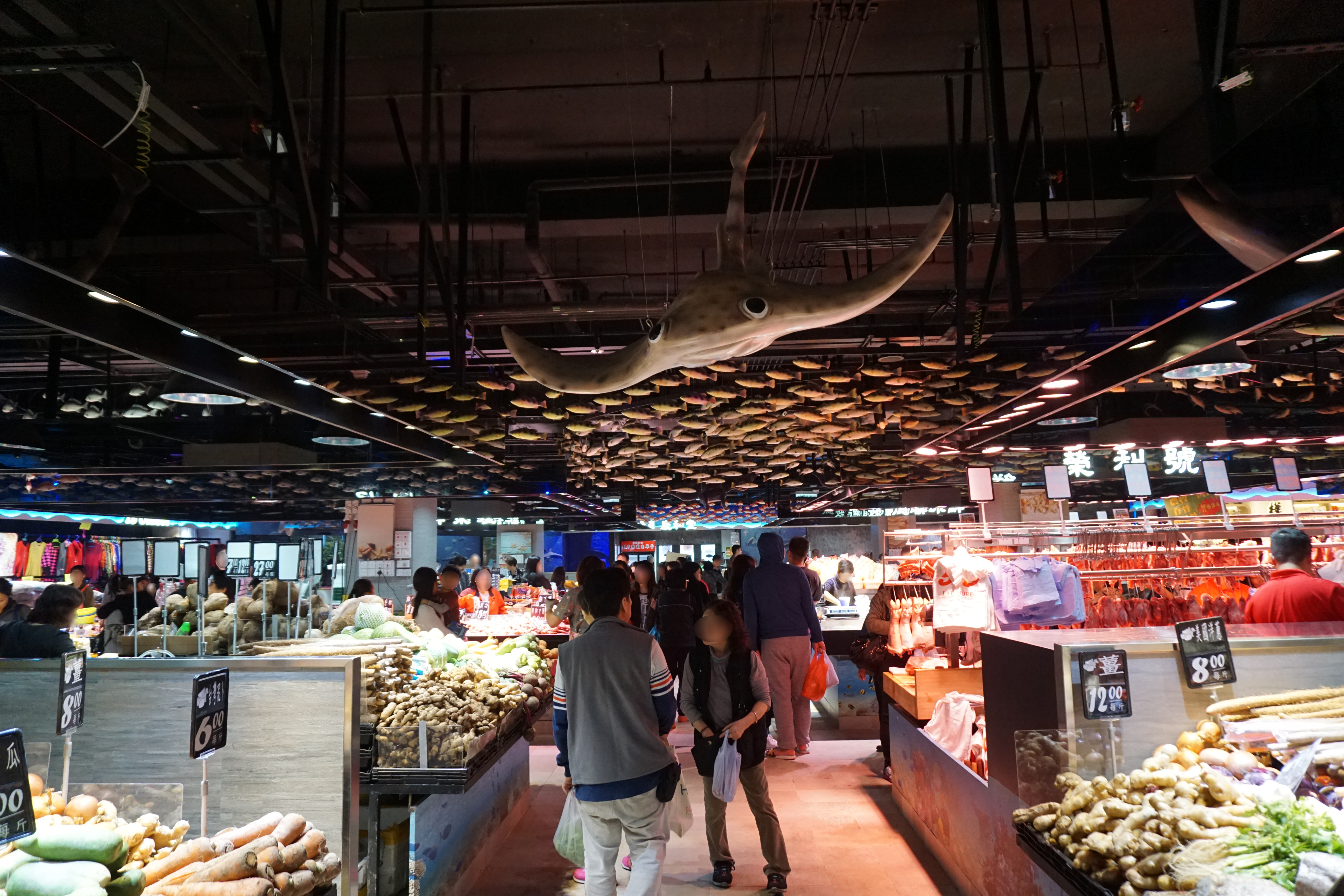
魔鬼魚雕像
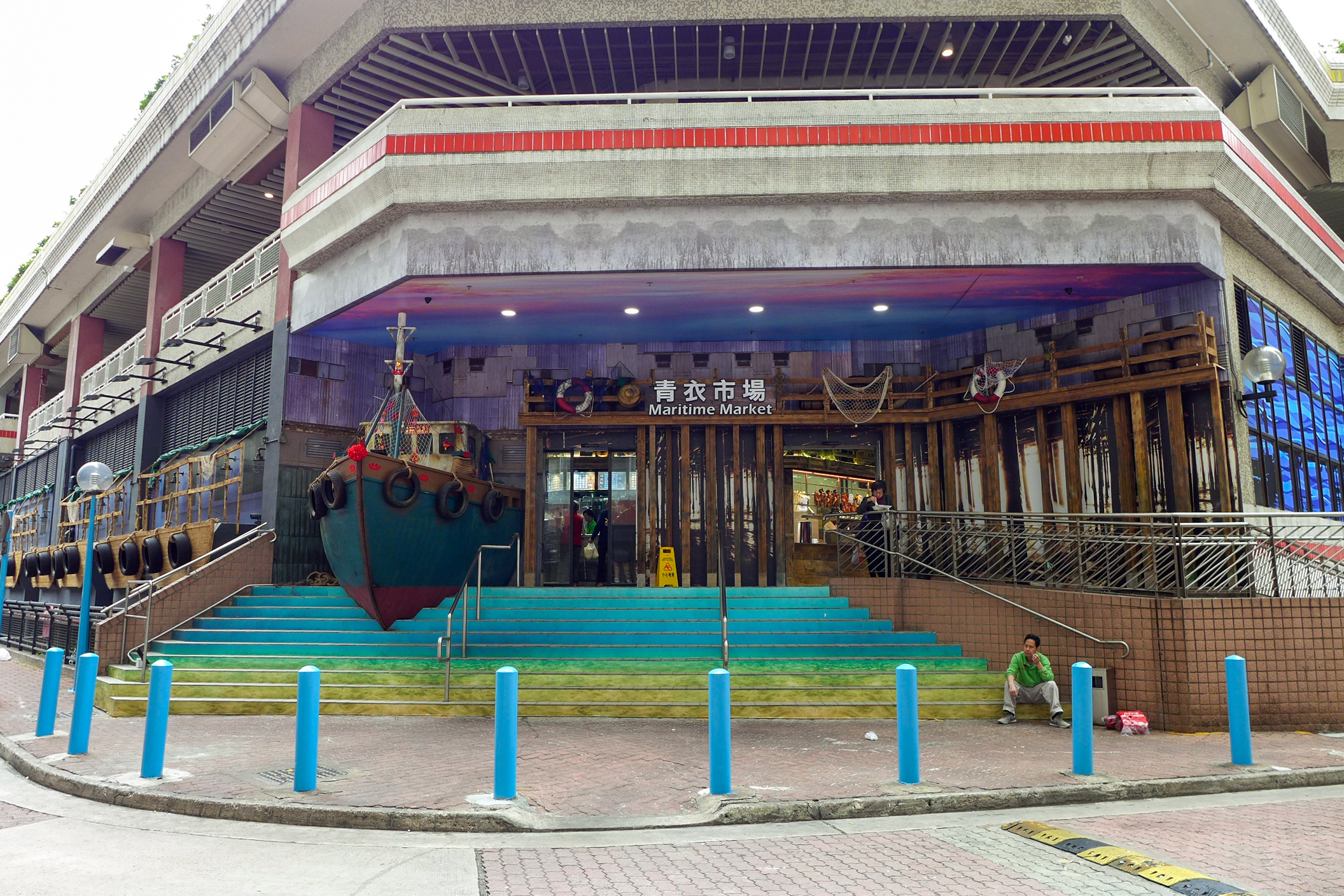
其中一個出入口以漁船及碼頭木柱設計
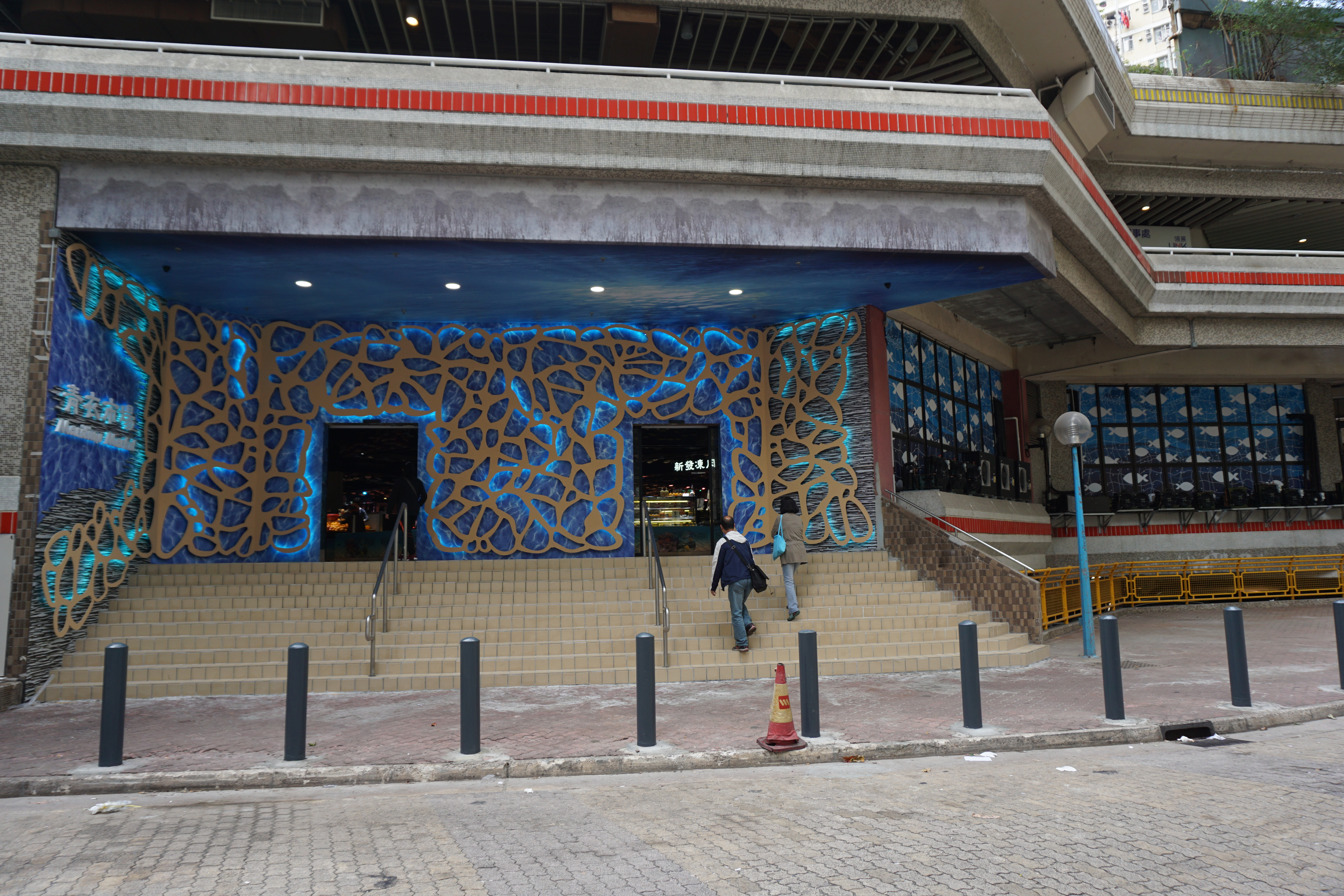
另一出入口以海水波紋設計
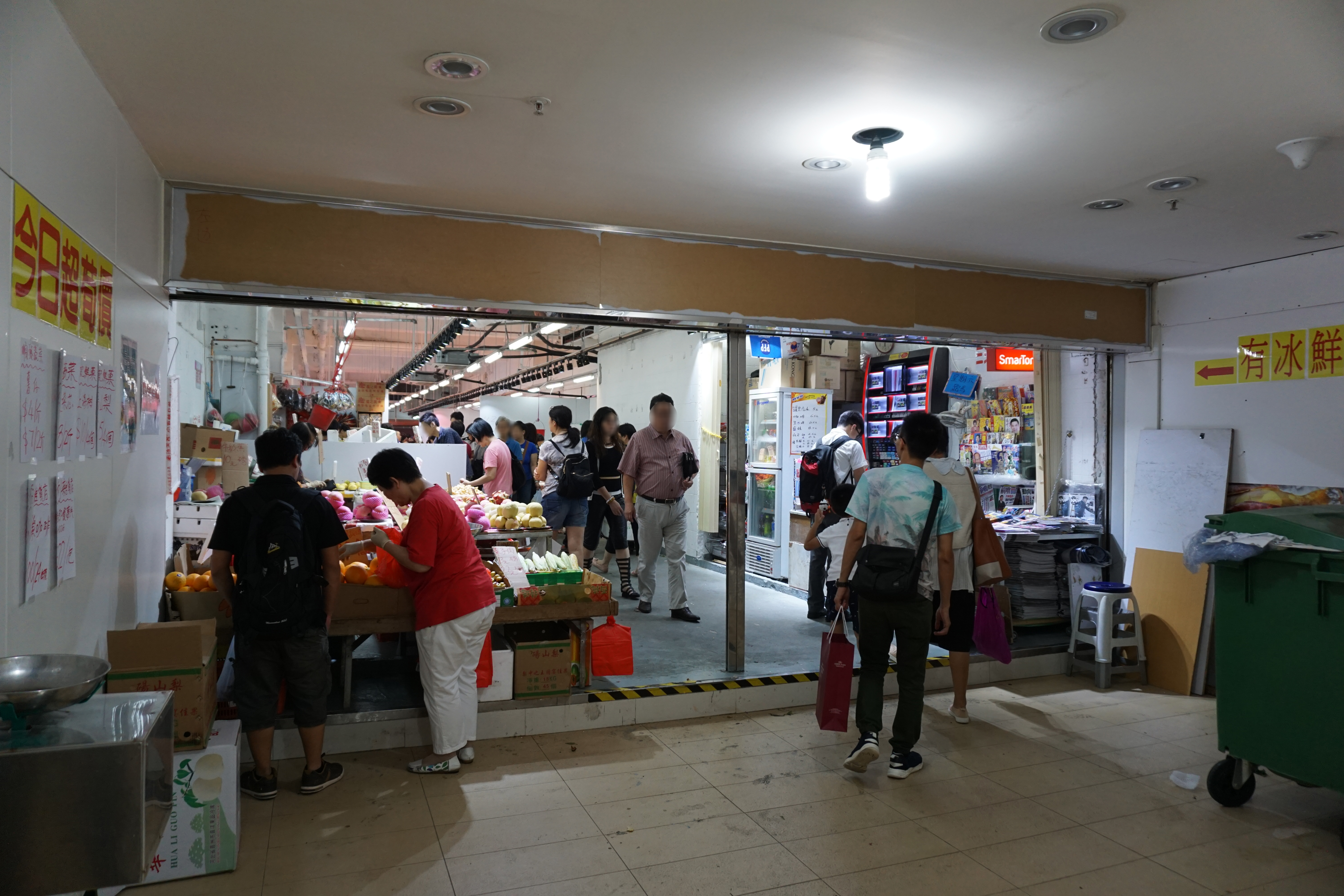
長發街市於2016年10月1日至2017年1月5日進行翻新[9]，期間旁邊設有「長發臨時街市」
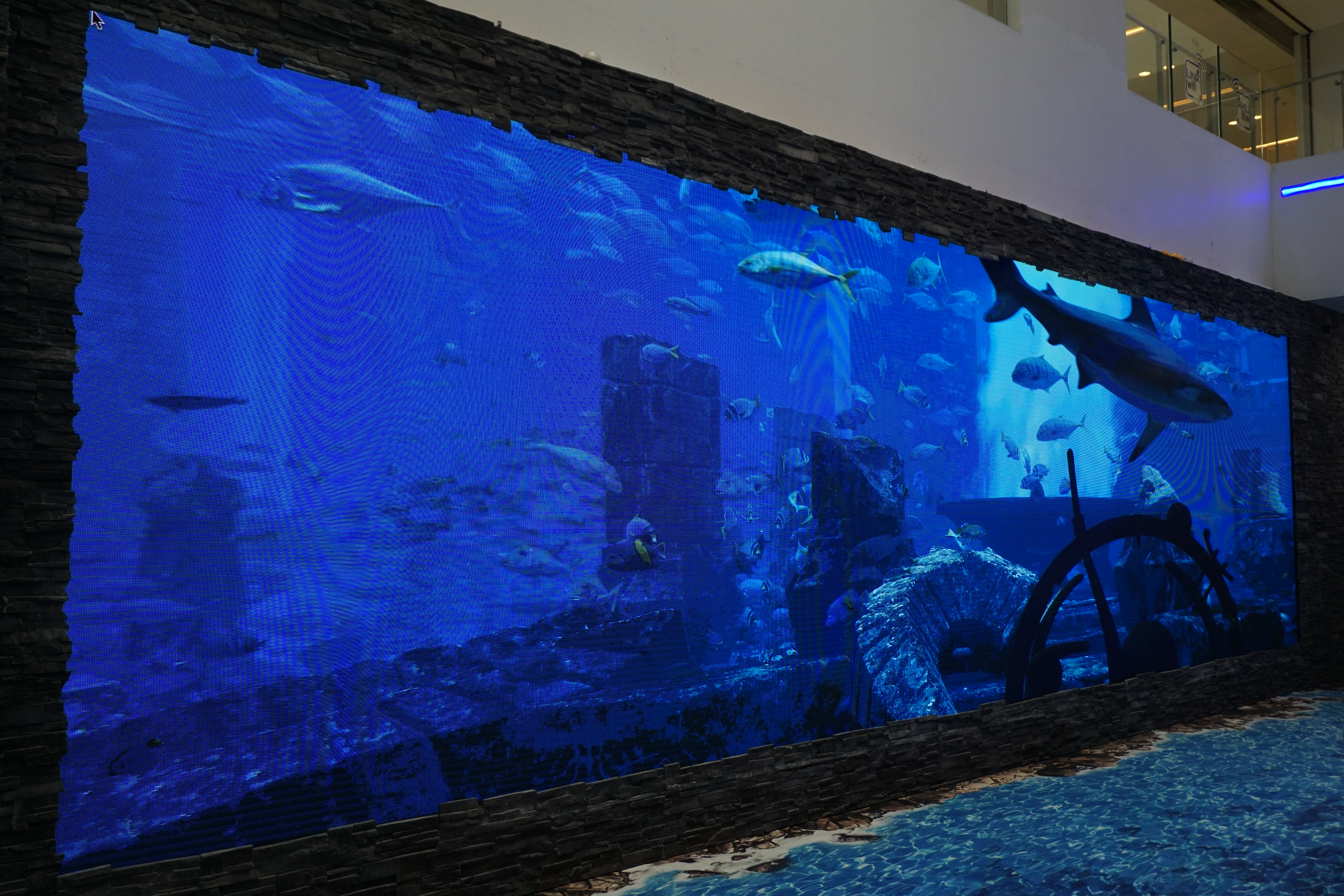
青衣市場設巨型LED屏幕，播放魚類影片

## 顧客服務
長發廣場顧客服務中心提供不少服務，包括問路、商店查詢、失物認領、簡便縫補針線借用、提供免費便條紙及免費口罩。 

## 翻新前面貌

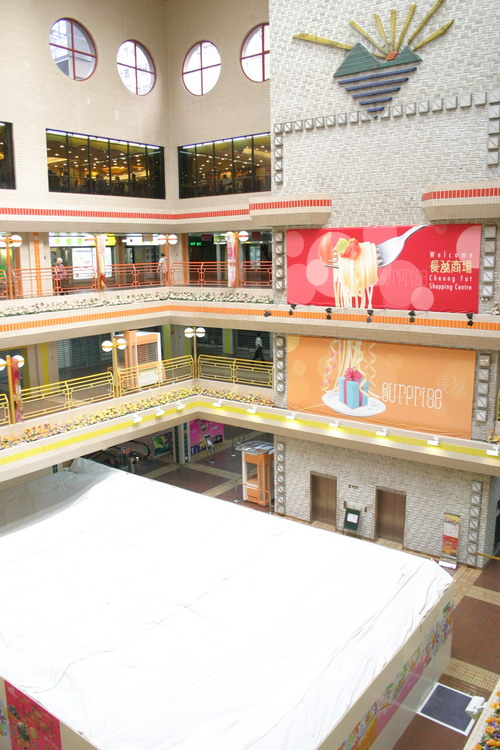
翻新前長發廣場中庭 (2006年)
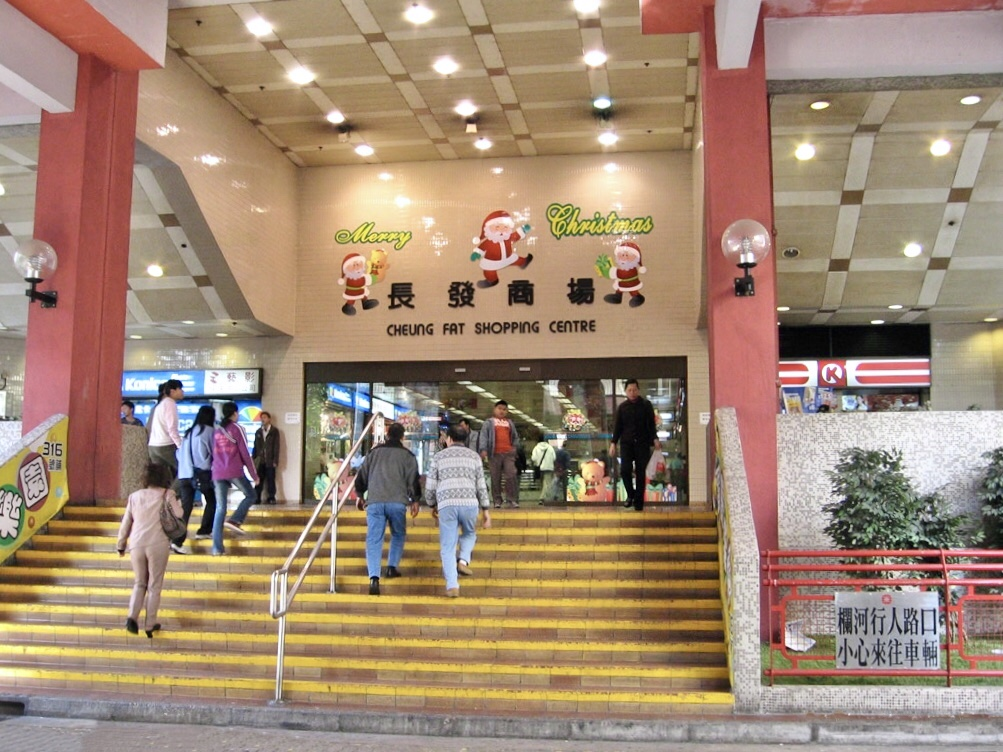
翻新前長發廣場平台入口 (2007年)
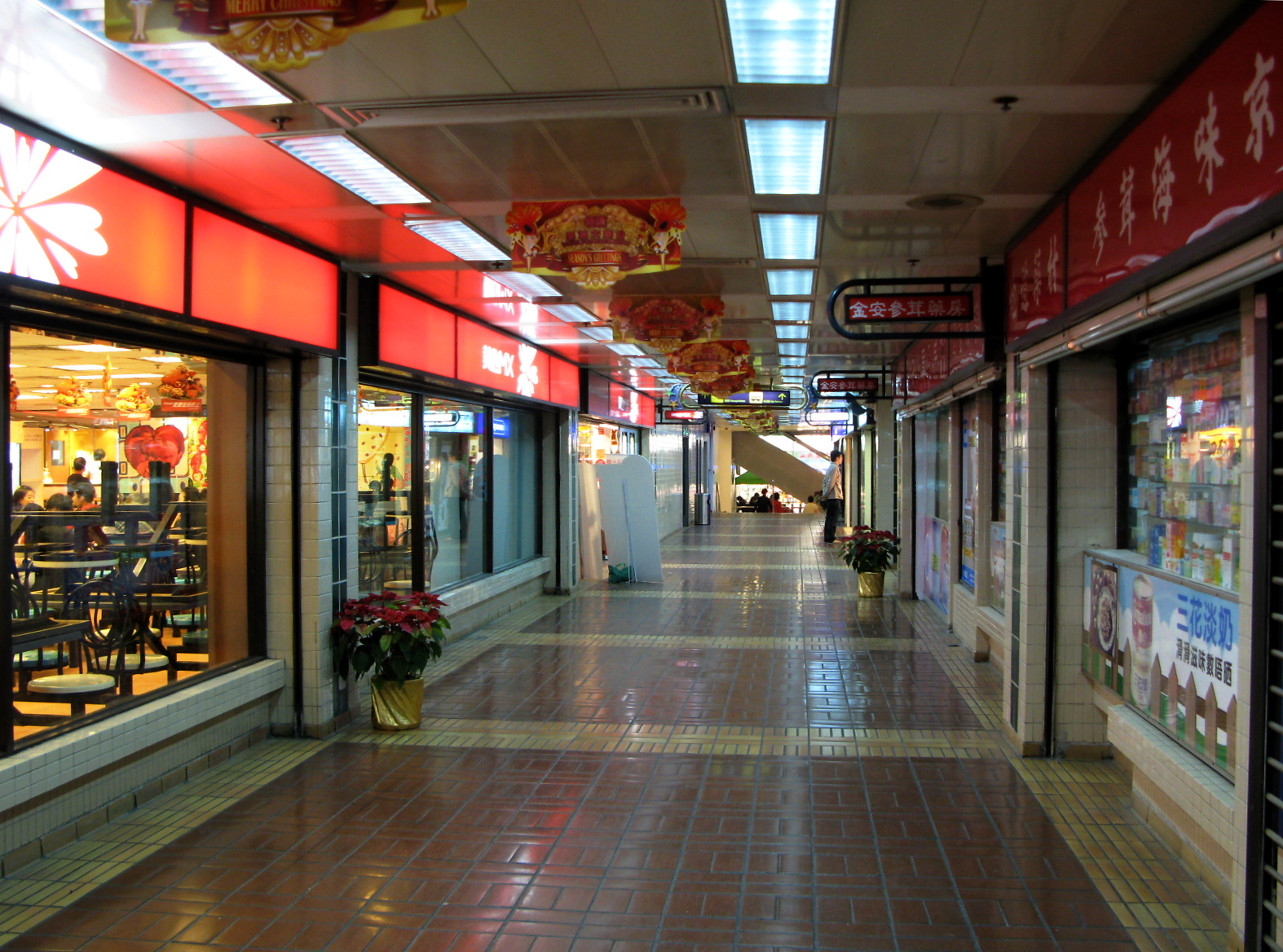
翻新前商場2樓
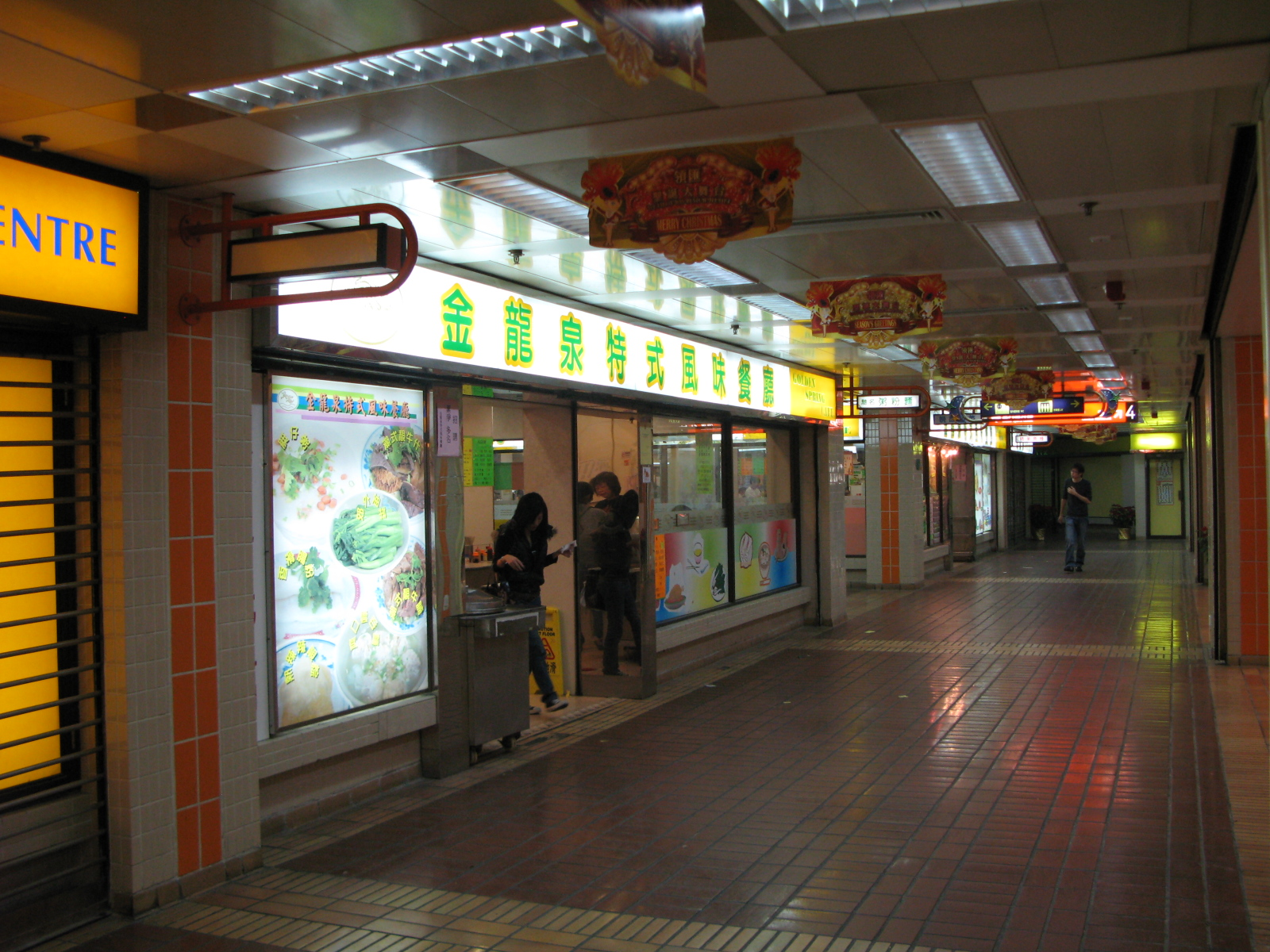
翻新前商場4樓
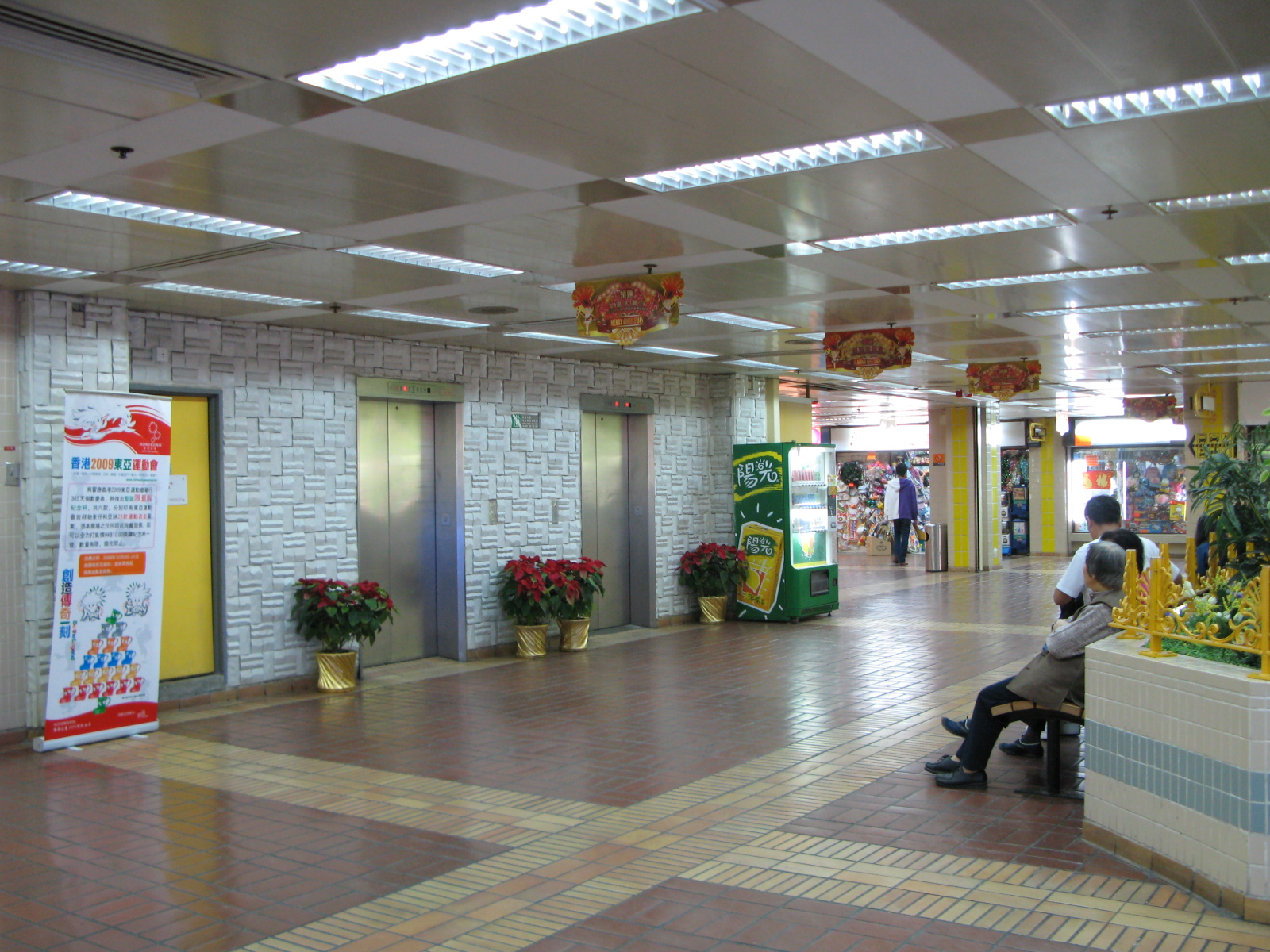
翻新前商場3樓升降機大堂

## 批評及爭議
領展接管後的營運模式引來不少批評及爭議，二百個商戶曾經組織遊行抗議，促請領展改善。
部份商戶指領展租金高昂，批評領展向小商戶收取分成租金，但卻豁免連鎖店及大集團，搾取小商戶並導致它被迫結業。按照合約規定，商戶必須向領展提交業績，若營業額達到一定水平，便需與領展分享利潤。
同時亦有批評指領展收取不合理的管理費，批評旗下商場及街市衛生環境差劣、未有冷氣、保安不足，卻收取每平方呎4元的管理費，並不合理。

## 其他連結
- 領展網站 長發廣場
- ,   [2020-02-12], （原始内容存档于2005-04-09）